# فهرست شهرهای ژاپن
فهرستی از شهرهای ژاپن:

## آیچی
- population:2008-01-01[۱]

| نام شهر          | جمعیت     | مساحت  | تراکم | تأسیس      | نشانی وبگاه                                   |
| ---------------- | --------- | ------ | ----- | ---------- | --------------------------------------------- |
| ناگویا، آیچی     | ۲٬۲۳۹٬۴۶۴ | ۳۲۶٫۴۵ | ۶٬۸۶۰ | ۱۸۸۹-۱۰-۰۱ |                                               |
| تویوهاشی، آیچی   | ۳۷۷٬۰۴۵   | ۲۶۱٫۳۵ | ۱٬۴۴۳ | ۱۹۰۶-۰۸-۰۱ |                                               |
| اوکازاکی، آیچی   | ۳۷۱٬۳۸۰   | ۳۸۷٫۲۴ | ۹۵۹   | ۱۹۱۶-۰۷-۰۱ |                                               |
| ایچینومیا، آیچی  | ۳۷۵٬۹۳۹   | ۱۱۳٫۹۱ | ۳٬۳۰۰ | ۱۹۲۱-۰۹-۰۱ |                                               |
| ستو، آیچی        | ۱۳۲٬۳۱۱   | ۱۱۱٫۶۱ | ۱٬۱۸۵ | ۱۹۲۹-۱۰-۰۱ |                                               |
| هاندا، آیچی      | ۱۱۷٬۹۲۷   | ۴۷٫۲۴  | ۲٬۴۹۶ | ۱۹۳۷-۱۰-۰۱ | بایگانی‌شده در ۲۰۰۷-۱۰-۱۱ توسط Wayback Machine |
| کاسوگای، آیچی    | ۳۰۰٬۷۱۳   | ۹۲٫۷۱  | ۳٬۲۴۴ | ۱۹۴۳-۰۶-۰۱ |                                               |
| تویوکاوا، آیچی   | ۱۶۱٬۵۹۵   | ۱۵۰٫۷۱ | ۱٬۰۷۲ | ۱۹۴۳-۰۶-۰۱ |                                               |
| تسوشیما، آیچی    | ۶۵٬۶۴۶    | ۲۵٫۰۸  | ۲٬۶۱۷ | ۱۹۴۷-۰۳-۰۱ |                                               |
| هکینان، آیچی     | ۷۳٬۰۲۴    | ۳۵٫۸۶  | ۲٬۰۳۶ | ۱۹۴۸-۰۴-۰۵ |                                               |
| کاریا، آیچی      | ۱۴۵٬۱۱۷   | ۵۰٫۴۵  | ۲٬۸۷۶ | ۱۹۵۰-۰۴-۰۱ |                                               |
| تویوتا، آیچی     | ۴۲۰٬۲۸۶   | ۹۱۸٫۴۷ | ۴۵۸   | ۱۹۵۱-۰۳-۰۱ |                                               |
| آنجو، آیچی       | ۱۷۶٬۰۴۶   | ۸۶٫۰۱  | ۲٬۰۴۷ | ۱۹۵۲-۰۵-۰۵ |                                               |
| نیشیو، آیچی      | ۱۰۶٬۶۴۳   | ۷۵٫۷۸  | ۱٬۴۰۷ | ۱۹۵۳-۱۲-۱۵ |                                               |
| گاماگوری، آیچی   | ۸۲٬۲۶۴    | ۵۶٫۸۱  | ۱٬۴۴۸ | ۱۹۵۴-۰۴-۰۱ |                                               |
| اینویاما، آیچی   | ۷۵٬۳۰۴    | ۷۴٫۹۷  | ۱٬۰۰۴ | ۱۹۵۴-۰۴-۰۱ |                                               |
| توکونامه، آیچی   | ۵۲٬۸۳۷    | ۵۵٫۶۳  | ۹۵۰   | ۱۹۵۴-۰۴-۰۱ |                                               |
| کونان، آیچی      | ۱۰۰٬۰۶۴   | ۳۰٫۱۷  | ۳٬۳۱۷ | ۱۹۵۴-۰۶-۰۱ |                                               |
| کوماکی، آیچی     | ۱۴۹٬۰۶۰   | ۶۲٫۸۲  | ۲٬۳۷۳ | ۱۹۵۵-۰۱-۰۱ |                                               |
| اینازاوا، آیچی   | ۱۳۷٬۴۷۵   | ۷۹٫۳۰  | ۱٬۷۳۴ | ۱۹۵۸-۱۱-۰۱ |                                               |
| توکای، آیچی      | ۱۰۶٬۷۰۸   | ۴۳٫۳۶  | ۲٬۴۶۱ | ۱۹۶۹-۰۴-۰۱ |                                               |
| اوبو، آیچی       | ۸۳٬۰۹۷    | ۳۳٫۶۸  | ۲٬۴۶۷ | ۱۹۷۰-۰۹-۰۱ |                                               |
| چیتا، آیچی       | ۸۴٬۷۸۲    | ۴۵٫۴۳  | ۱٬۸۶۶ | ۱۹۷۰-۰۹-۰۱ |                                               |
| چیرو، آیچی       | ۶۸٬۲۱۶    | ۱۶٫۳۴  | ۴٬۱۷۵ | ۱۹۷۰-۱۲-۰۱ |                                               |
| اواری‌آساهی، آیچی | ۷۹٬۱۹۷    | ۲۱٫۰۳  | ۳٬۷۶۶ | ۱۹۷۰-۱۲-۰۱ |                                               |
| تاکاهاما، آیچی   | ۴۳٬۴۶۷    | ۱۳٫۰۰  | ۳٬۳۴۴ | ۱۹۷۰-۱۲-۰۱ |                                               |
| ایواکورا، آیچی   | ۴۸٬۰۴۲    | ۱۰٫۴۹  | ۴٬۵۸۰ | ۱۹۷۱-۱۲-۰۱ |                                               |
| تویوآکه، آیچی    | ۶۹٬۱۲۴    | ۲۳٫۱۸  | ۲٬۹۸۲ | ۱۹۷۲-۰۸-۰۱ |                                               |
| نیسشین، آیچی     | ۸۰٬۹۲۱    | ۳۴٫۹۰  | ۲٬۳۱۹ | ۱۹۹۴-۱۰-۰۱ |                                               |
| تاهارا، آیچی     | ۶۶٬۶۹۸    | ۱۸۸٫۸۱ | ۳۵۳   | ۲۰۰۳-۰۸-۲۰ |                                               |
| آیسای، آیچی      | ۶۵٬۴۸۱    | ۶۶٫۶۳  | ۹۸۳   | ۲۰۰۵-۰۴-۰۱ |                                               |
| کیوسو، آیچی      | ۵۶٬۶۳۵    | ۱۳٫۳۱  | ۴٬۲۵۵ | ۲۰۰۵-۰۷-۰۷ |                                               |
| شینشیرو، آیچی    | ۵۱٬۳۲۶    | ۴۹۹٫۰۰ | ۱۰۳   | ۲۰۰۵-۱۰-۰۱ |                                               |
| کیتاناگویا، آیچی | ۸۰٬۱۱۲    | ۱۸٫۳۷  | ۴٬۳۶۱ | ۲۰۰۶-۰۳-۲۰ |                                               |
| یاتومی، آیچی     | ۴۳٬۱۴۵    | ۴۸٫۹۲  | ۸۸۲   | ۲۰۰۶-۰۴-۰۱ |                                               |

## آکیتا
- population:2008-01-01[۲]

| نام شهر          | جمعیت   | مساحت    | تراکم | تأسیس      | نشانی وبگاه                                     |
| ---------------- | ------- | -------- | ----- | ---------- | ----------------------------------------------- |
| آکیتا            | ۳۲۹٬۲۸۷ | ۹۰۵٫۶۷   | ۳۶۴   | ۱۸۸۹-۰۴-۰۱ |                                                 |
| اوداته، آکیتا    | ۸۰٬۵۸۷  | ۹۱۳٫۷۰   | ۸۸٫۲  | ۱۹۵۱-۰۴-۰۱ |                                                 |
| کازونو، آکیتا    | ۳۵٬۵۴۳  | ۷۰۷٫۳۴   | ۵۰٫۲  | ۱۹۷۲-۰۴-۰۱ |                                                 |
| دایسن، آکیتا     | ۹۱٬۱۴۳  | ۸۶۶٫۶۷   | ۱۰۵   | ۲۰۰۵-۰۳-۲۲ |                                                 |
| کاتاگامی، آکیتا  | ۳۵٬۴۶۰  | ۹۷٫۹۶    | ۳۶۲   | ۲۰۰۵-۰۳-۲۲ | بایگانی‌شده در ۲۶ مارس ۲۰۱۰ توسط Wayback Machine |
| کیتاآکیتا، آکیتا | ۳۸٬۵۴۳  | ۱٬۱۵۲٫۵۷ | ۳۳٫۴  | ۲۰۰۵-۰۳-۲۲ |                                                 |
| اوگا، آکیتا      | ۳۴٬۱۹۴  | ۲۴۰٫۸۰   | ۱۴۲   | ۲۰۰۵-۰۳-۲۲ |                                                 |
| یوریهونجو، آکیتا | ۸۷٬۵۲۵  | ۱٬۲۰۹٫۰۴ | ۷۲٫۴  | ۲۰۰۵-۰۳-۲۲ |                                                 |
| یوزاوا، آکیتا    | ۵۳٬۵۸۸  | ۷۹۰٫۷۲   | ۶۷٫۸  | ۲۰۰۵-۰۳-۲۲ |                                                 |
| سمبوکو، آکیتا    | ۳۰٬۸۸۵  | ۱٬۰۹۳٫۶۴ | ۲۸٫۲  | ۲۰۰۵-۰۹-۲۰ |                                                 |
| یوکوته، آکیتا    | ۱۰۱٬۲۳۴ | ۶۹۳٫۶۰   | ۱۴۶   | ۲۰۰۵-۱۰-۰۱ |                                                 |
| نیکاهو، آکیتا    | ۲۸٬۴۲۲  | ۲۴۰٫۶۱   | ۱۱۸   | ۲۰۰۵-۱۰-۰۱ |                                                 |
| نوشیرو، آکیتا    | ۶۱٬۲۹۵  | ۴۲۶٫۷۴   | ۱۴۴   | ۲۰۰۶-۰۳-۲۱ |                                                 |

## آئوموری
- population:2008-01-01[۳]

| نام شهر             | جمعیت   | مساحت  | تراکم | تأسیس      | نشانی وبگاه |
| ------------------- | ------- | ------ | ----- | ---------- | ----------- |
| هاچینوهه، آئوموری   | ۲۴۱٬۶۱۳ | ۳۰۵٫۱۷ | ۷۹۲   | ۱۹۲۹-۰۵-۰۱ |             |
| کوروایشی، آئوموری   | ۳۷٬۵۸۵  | ۲۱۶٫۹۶ | ۱۷۳   | ۱۹۵۴-۰۷-۰۱ | [ ۴ ]       |
| میساوا، آئوموری     | ۴۲٬۵۳۵  | ۱۱۹٫۹۷ | ۳۵۵   | ۱۹۵۸-۰۹-۰۱ |             |
| موتسو، آئوموری      | ۶۲٬۲۲۰  | ۸۶۳٫۷۹ | ۷۲٫۰  | ۱۹۵۹-۰۹-۰۱ |             |
| توادا، آئوموری      | ۶۶٬۸۳۴  | ۶۸۸٫۶۰ | ۹۷٫۱  | ۲۰۰۵-۰۱-۰۱ | [ ۵ ]       |
| تسوگارو، آئوموری    | ۳۸٬۹۱۹  | ۲۵۳٫۸۵ | ۱۵۳   | ۲۰۰۵-۰۲-۱۱ |             |
| گوشوگاوارا، آئوموری | ۶۰٬۷۸۸  | ۴۰۴٫۵۸ | ۱۵۰   | ۲۰۰۵-۰۳-۲۸ |             |
| آئوموری             | ۳۰۵٬۸۸۴ | ۸۲۴٫۵۲ | ۳۷۱   | ۲۰۰۵-۰۴-۰۱ |             |
| هیراکاوا، آئوموری   | ۳۴٬۶۳۸  | ۳۴۵٫۸۱ | ۱۰۰   | ۲۰۰۶-۰۱-۰۱ |             |
| هیروزاکی، آئوموری   | ۱۸۵٬۸۶۵ | ۵۲۳٫۶۰ | ۳۵۵   | ۲۰۰۶-۰۲-۲۷ |             |

## چیبا
- population:2008-01-01[۶]

| نام شهر          | جمعیت   | مساحت  | تراکم | تأسیس      | نشانی وبگاه |
| ---------------- | ------- | ------ | ----- | ---------- | ----------- |
| چیبا             | ۹۳۸٬۶۹۵ | ۲۷۲٫۰۸ | ۳٬۴۵۰ | ۱۹۲۱-۰۱-۰۱ |             |
| چوشی، چیبا       | ۷۲٬۳۴۸  | ۸۳٫۹۱  | ۸۶۲   | ۱۹۳۳-۰۲-۱۱ |             |
| ایشی‌کاوا، چیبا   | ۴۷۰٬۱۴۹ | ۵۷٫۴۰  | ۸٬۱۹۱ | ۱۹۳۴-۱۱-۰۳ |             |
| فوناباشی، چیبا   | ۵۸۶٬۷۶۲ | ۸۵٫۶۴  | ۶٬۸۵۱ | ۱۹۳۷-۰۴-۰۱ |             |
| تاتیاما، چیبا    | ۴۹٬۹۸۷  | ۱۱۰٫۲۱ | ۴۵۴   | ۱۹۳۹-۱۱-۰۳ |             |
| کیسارازو، چیبا   | ۱۲۳٬۷۴۳ | ۱۳۸٫۷۳ | ۸۹۲   | ۱۹۴۲-۱۱-۰۳ |             |
| ماتسودو، چیبا    | ۴۷۷٬۶۰۳ | ۶۱٫۳۳  | ۷٬۷۸۷ | ۱۹۴۳-۰۴-۰۱ |             |
| نودا، چیبا       | ۱۵۳٬۴۲۲ | ۱۰۳٫۵۴ | ۱٬۴۸۲ | ۱۹۵۰-۰۵-۰۳ |             |
| موبارا، چیبا     | ۹۳٬۰۳۲  | ۱۰۰٫۰۱ | ۹۳۰   | ۱۹۵۲-۰۴-۰۱ |             |
| ناریتا، چیبا     | ۱۲۴٬۷۷۳ | ۲۱۳٫۸۴ | ۵۸۳   | ۱۹۵۴-۰۳-۳۱ |             |
| ساکورا، چیبا     | ۱۷۱٬۴۷۲ | ۱۰۳٫۵۹ | ۱٬۶۵۵ | ۱۹۵۴-۰۳-۳۱ |             |
| توگانه، چیبا     | ۶۱٬۵۹۱  | ۸۹٫۳۴  | ۶۸۹   | ۱۹۵۴-۰۴-۰۱ |             |
| نارشینو، چیبا    | ۱۵۹٬۷۵۸ | ۲۰٫۹۹  | ۷٬۶۱۱ | ۱۹۵۴-۰۸-۰۱ |             |
| کاشیوا، چیبا     | ۳۸۹٬۰۳۶ | ۱۱۴٫۹۰ | ۳٬۳۸۶ | ۱۹۵۴-۰۹-۰۱ |             |
| کاتوسورا، چیبا   | ۲۱٬۴۱۳  | ۹۴٫۲۰  | ۲۲۷   | ۱۹۵۸-۱۰-۰۱ |             |
| ایچیهارا، چیبا   | ۲۷۹٬۵۹۱ | ۳۶۸٫۲۰ | ۷۵۹   | ۱۹۶۳-۰۵-۰۱ |             |
| ناگاریاما، چیبا  | ۱۵۶٬۶۸۶ | ۳۵٫۲۸  | ۴٬۴۴۱ | ۱۹۶۷-۰۱-۰۱ |             |
| یاشیو، چیبا      | ۱۸۴٬۶۵۵ | ۵۱٫۲۷  | ۳٬۶۰۲ | ۱۹۶۷-۰۱-۰۱ |             |
| آبیکو، چیبا      | ۱۳۳٬۵۳۳ | ۴۳٫۱۹  | ۳٬۰۹۲ | ۱۹۷۰-۰۷-۰۱ |             |
| کاماگایا، چیبا   | ۱۰۴٬۵۶۴ | ۲۱٫۱۱  | ۴٬۹۵۳ | ۱۹۷۱-۰۹-۰۱ |             |
| کیمیتسو، چیبا    | ۸۹٬۳۵۰  | ۳۱۸٫۸۳ | ۲۸۰   | ۱۹۷۱-۰۹-۰۱ |             |
| فوتسو، چیبا      | ۴۸٬۹۷۳  | ۲۰۵٫۳۵ | ۲۳۸   | ۱۹۷۱-۰۹-۰۱ |             |
| اورایاسو، چیبا   | ۱۵۹٬۳۱۲ | ۱۷٫۲۹  | ۹٬۲۱۴ | ۱۹۸۱-۰۴-۰۱ |             |
| یوتسوکایدو، چیبا | ۸۵٬۷۳۸  | ۳۴٫۷۰  | ۲٬۴۷۱ | ۱۹۸۱-۰۴-۰۱ |             |
| سودگائورا، چیبا  | ۵۹٬۴۴۳  | ۹۴٫۹۲  | ۶۲۶   | ۱۹۹۱-۰۴-۰۱ |             |
| یاچیماتا، چیبا   | ۷۵٬۳۶۹  | ۷۴٫۸۷  | ۱٬۰۰۷ | ۱۹۹۲-۰۴-۰۱ |             |
| اینزای، چیبا     | ۶۰٬۲۸۰  | ۵۳٫۵۱  | ۱٬۱۲۷ | ۱۹۹۶-۰۴-۰۱ |             |
| شیروی، چیبا      | ۵۷٬۱۵۱  | ۳۵٫۴۱  | ۱٬۶۱۴ | ۲۰۰۱-۰۴-۰۱ |             |
| تومیساتو، چیبا   | ۵۱٬۵۹۰  | ۵۳٫۹۱  | ۹۵۷   | ۲۰۰۲-۰۴-۰۱ |             |
| کاموگاوا، چیبا   | ۳۵٬۷۹۲  | ۱۹۱٫۳۰ | ۱۸۷   | ۲۰۰۵-۰۲-۱۱ |             |
| آساهی، چیبا      | ۶۹٬۹۷۱  | ۱۲۹٫۹۱ | ۵۳۹   | ۲۰۰۵-۰۷-۰۱ |             |
| ایسومی، چیبا     | ۴۱٬۶۰۵  | ۱۵۷٫۵۰ | ۲۶۴   | ۲۰۰۵-۱۲-۰۵ |             |
| سوسا، چیبا       | ۴۱٬۳۶۱  | ۱۰۱٫۷۸ | ۴۰۶   | ۲۰۰۶-۰۱-۲۳ |             |
| می‌نامی‌بوسو، چیبا | ۴۳٬۵۵۳  | ۲۳۰٫۲۲ | ۱۸۹   | ۲۰۰۶-۰۳-۲۰ |             |
| کاتوری، چیبا     | ۸۵٬۱۹۳  | ۲۶۲٫۳۱ | ۳۲۵   | ۲۰۰۶-۰۳-۲۷ |             |
| سان‌مو، چیبا      | ۵۷٬۸۰۶  | ۱۴۶٫۳۸ | ۳۹۵   | ۲۰۰۶-۰۳-۲۷ |             |

## اهیمه
- population:2008-01-01[۷]

| نام شهر           | جمعیت   | مساحت  | تراکم | تأسیس      | نشانی وبگاه |
| ----------------- | ------- | ------ | ----- | ---------- | ----------- |
| ماتسویاما، اهیمه  | ۵۱۵٬۰۶۸ | ۴۲۹٫۰۳ | ۱٬۲۰۱ | ۱۸۸۹-۱۲-۱۵ |             |
| نی‌ایهاما، اهیمه   | ۱۲۳٬۳۲۹ | ۲۳۴٫۳۰ | ۵۲۶   | ۱۹۳۷-۱۱-۰۳ |             |
| شیکوکوچوئو، اهیمه | ۹۱٬۶۸۸  | ۴۲۰٫۱۰ | ۲۱۸   | ۲۰۰۴-۰۴-۰۱ |             |
| سییو، اهیمه       | ۴۳٬۴۷۶  | ۵۱۴٫۷۹ | ۸۴٫۵  | ۲۰۰۴-۰۴-۰۱ |             |
| تواون، اهیمه      | ۳۵٬۵۱۷  | ۲۱۱٫۴۵ | ۱۶۸   | ۲۰۰۴-۰۹-۲۱ |             |
| سایجو، اهیمه      | ۱۱۲٬۵۴۳ | ۵۰۹٫۰۵ | ۲۲۱   | ۲۰۰۴-۱۱-۰۱ |             |
| اوزو، اهیمه       | ۴۹٬۵۴۳  | ۴۳۲٫۲۰ | ۱۱۵   | ۲۰۰۵-۰۱-۱۱ |             |
| ایماباری، اهیمه   | ۱۷۰٬۹۸۶ | ۴۱۹٫۸۵ | ۴۰۷   | ۲۰۰۵-۰۱-۱۶ |             |
| یاواتاهاما، اهیمه | ۴۰٬۰۱۰  | ۱۳۲٫۹۸ | ۳۰۱   | ۲۰۰۵-۰۳-۲۸ |             |
| ایو، اهیمه        | ۳۸٬۸۹۰  | ۱۹۴٫۴۷ | ۲۰۰   | ۲۰۰۵-۰۴-۰۱ |             |
| اواجیما، اهیمه    | ۸۶٬۸۱۹  | ۴۶۹٫۵۲ | ۱۸۵   | ۲۰۰۵-۰۸-۰۱ |             |

## فوکوئی
- population:2008-01-01[۸]

| نام شهر           | جمعیت   | مساحت  | تراکم | تأسیس      | نشانی وبگاه |
| ----------------- | ------- | ------ | ----- | ---------- | ----------- |
| فوکوئی            | ۲۶۸٬۵۷۴ | ۵۳۶٫۱۷ | ۵۰۱   | ۱۸۸۹-۰۴-۰۱ |             |
| تسوروگا، فوکوئی   | ۶۸٬۱۸۸  | ۲۵۰٫۷۵ | ۲۷۲   | ۱۹۳۷-۰۴-۰۱ |             |
| اوباما، فوکوئی    | ۳۱٬۴۸۶  | ۲۳۲٫۸۶ | ۱۳۵   | ۱۹۵۱-۰۳-۳۰ |             |
| اونو، فوکوئی      | ۳۶٬۷۶۳  | ۸۷۲٫۳۰ | ۴۲٫۱  | ۱۹۵۴-۰۷-۰۱ |             |
| کاتسویاما، فوکوئی | ۲۶٬۳۳۳  | ۲۵۳٫۶۸ | ۱۰۴   | ۱۹۵۴-۰۹-۰۱ |             |
| سابائه، فوکوئی    | ۶۷٬۴۳۰  | ۸۴٫۷۵  | ۷۹۶   | ۱۹۵۵-۰۱-۱۵ |             |
| آوارا، فوکوئی     | ۳۰٬۷۶۵  | ۱۱۶٫۹۹ | ۲۶۳   | ۲۰۰۴-۰۳-۰۱ |             |
| اچیزن، فوکوئی     | ۸۷٬۱۱۶  | ۲۳۰٫۷۵ | ۳۷۸   | ۲۰۰۵-۱۰-۰۱ |             |
| ساکای، فوکوئی     | ۹۲٬۴۲۰  | ۲۰۹٫۹۱ | ۴۴۰   | ۲۰۰۶-۰۳-۲۰ |             |

## فوکوئوکا
- population:2008-01-01[۹]

| نام شهر             | جمعیت     | مساحت  | تراکم | تأسیس      | نشانی وبگاه                                      |
| ------------------- | --------- | ------ | ----- | ---------- | ------------------------------------------------ |
| فوکوئوکا            | ۱٬۴۳۰٬۳۷۱ | ۳۴۰٫۹۶ | ۴٬۱۹۵ | ۱۸۸۹-۰۴-۰۱ |                                                  |
| کورومه، فوکوئوکا    | ۳۰۵٬۱۴۷   | ۲۲۹٫۸۴ | ۱٬۳۲۸ | ۱۸۸۹-۰۴-۰۱ |                                                  |
| اوموتا، فوکوئوکا    | ۱۲۷٬۴۷۴   | ۸۱٫۵۵  | ۱٬۵۶۳ | ۱۹۱۷-۰۳-۰۱ |                                                  |
| نوگاتا، فوکوئوکا    | ۵۷٬۳۱۹    | ۶۱٫۷۸  | ۹۲۸   | ۱۹۳۱-۰۱-۰۱ |                                                  |
| تاگاوا، فوکوئوکا    | ۵۰٬۴۸۴    | ۵۴٫۵۲  | ۹۲۶   | ۱۹۴۳-۱۱-۰۳ |                                                  |
| یاناگاوا، فوکوئوکا  | ۷۲٬۷۹۸    | ۷۶٫۹۰  | ۹۴۷   | ۱۹۵۲-۰۴-۰۱ |                                                  |
| یامه، فوکوئوکا      | ۴۲٬۲۴۱    | ۹۸٫۶۶  | ۴۲۸   | ۱۹۵۴-۰۴-۰۱ |                                                  |
| چیکوگو، فوکوئوکا    | ۴۸٬۲۸۱    | ۴۱٫۸۵  | ۱٬۱۵۴ | ۱۹۵۴-۰۴-۰۱ |                                                  |
| اوکاوا، فوکوئوکا    | ۳۸٬۲۶۶    | ۳۳٫۶۱  | ۱٬۱۳۹ | ۱۹۵۴-۰۴-۰۱ |                                                  |
| یوکوهاشی، فوکوئوکا  | ۷۰٬۰۶۴    | ۶۹٫۸۳  | ۱٬۰۰۳ | ۱۹۵۴-۱۰-۱۰ |                                                  |
| بوزن، فوکوئوکا      | ۲۷٬۵۷۸    | ۱۱۱٫۱۷ | ۲۴۸   | ۱۹۵۵-۰۴-۱۰ |                                                  |
| ناکامه، فوکوئوکا    | ۴۵٬۵۴۹    | ۱۵٫۹۸  | ۲٬۸۵۰ | ۱۹۵۸-۱۱-۰۱ |                                                  |
| کیتاکیوشو، فوکوئوکا | ۹۸۶٬۹۹۸   | ۴۸۷٫۷۱ | ۲٬۰۲۴ | ۱۹۶۳-۰۲-۱۰ |                                                  |
| اوگوری، فوکوئوکا    | ۵۸٬۴۶۰    | ۴۵٫۵۰  | ۱٬۲۸۵ | ۱۹۷۲-۰۴-۰۱ |                                                  |
| چیکوشینو، فوکوئوکا  | ۹۸٬۹۱۴    | ۸۷٫۷۸  | ۱٬۱۲۷ | ۱۹۷۲-۰۴-۰۱ |                                                  |
| کاسوگا، فوکوئوکا    | ۱۰۷٬۸۴۵   | ۱۴٫۱۵  | ۷٬۶۲۲ | ۱۹۷۲-۰۴-۰۱ |                                                  |
| اونوجو، فوکوئوکا    | ۹۴٬۰۳۷    | ۲۶٫۸۸  | ۳٬۴۹۸ | ۱۹۷۲-۰۴-۰۱ |                                                  |
| موناکاتا، فوکوئوکا  | ۹۴٬۸۷۷    | ۱۱۹٫۶۶ | ۷۹۳   | ۱۹۸۱-۰۴-۰۱ |                                                  |
| دازایفو، فوکوئوکا   | ۶۸٬۵۶۱    | ۲۹٫۵۸  | ۲٬۳۱۸ | ۱۹۸۲-۰۴-۰۱ |                                                  |
| مائه‌بارو، فوکوئوکا  | ۶۸٬۰۲۵    | ۱۰۴٫۵۰ | ۶۵۱   | ۱۹۹۲-۱۰-۰۱ |                                                  |
| کوگا، فوکوئوکا      | ۵۷٬۰۸۴    | ۴۲٫۱۱  | ۱٬۳۵۶ | ۱۹۹۷-۱۰-۰۱ |                                                  |
| فوکوتسو، فوکوئوکا   | ۵۵٬۱۲۳    | ۵۲٫۷۰  | ۱٬۰۴۶ | ۲۰۰۵-۰۱-۲۴ |                                                  |
| اوکیها، فوکوئوکا    | ۳۲٬۲۷۷    | ۱۱۷٫۵۵ | ۲۷۵   | ۲۰۰۵-۰۳-۲۰ |                                                  |
| میاواکا، فوکوئوکا   | ۳۰٬۷۹۳    | ۱۳۹٫۹۹ | ۲۲۰   | ۲۰۰۶-۰۲-۱۱ |                                                  |
| آساکورا، فوکوئوکا   | ۵۷٬۸۸۱    | ۲۴۶٫۷۳ | ۲۳۵   | ۲۰۰۶-۰۳-۲۰ |                                                  |
| ایزوکا، فوکوئوکا    | ۱۳۲٬۲۰۸   | ۲۱۴٫۱۳ | ۶۱۷   | ۲۰۰۶-۰۳-۲۶ |                                                  |
| کاما، فوکوئوکا      | ۴۴٬۴۳۱    | ۱۳۵٫۱۸ | ۳۲۹   | ۲۰۰۶-۰۳-۲۷ |                                                  |
| میاما، فوکوئوکا     | ۴۲٬۲۱۹    | ۱۰۵٫۱۲ | ۴۰۲   | ۲۰۰۷-۰۱-۲۹ | بایگانی‌شده در ۲۸ آوریل ۲۰۰۹ توسط Wayback Machine |

## فوکوشیما
- population:2008-01-01[۱۰]

| نام شهر                 | جمعیت   | مساحت    | تراکم | تأسیس      | نشانی وبگاه                                   |
| ----------------------- | ------- | -------- | ----- | ---------- | --------------------------------------------- |
| آیزوواکاماتسو، فوکوشیما | ۱۲۹٬۳۸۸ | ۳۸۳٫۰۳   | ۳۳۸   | ۱۸۹۹-۰۴-۰۱ |                                               |
| فوکوشیما                | ۲۸۹٬۳۵۵ | ۷۴۶٫۴۳   | ۳۸۸   | ۱۹۰۷-۰۴-۰۱ |                                               |
| کورییاما، فوکوشیما      | ۳۳۹٬۳۹۵ | ۷۵۷٫۰۶   | ۴۴۸   | ۱۹۲۴-۰۹-۰۱ | بایگانی‌شده در ۱۶ مه ۲۰۱۷ توسط Wayback Machine |
| سوکاگاوا، فوکوشیما      | ۸۰٬۳۳۶  | ۲۷۹٫۵۵   | ۲۸۷   | ۱۹۵۴-۰۳-۳۱ |                                               |
| سوما، فوکوشیما          | ۳۸٬۵۴۳  | ۱۹۷٫۶۷   | ۱۹۵   | ۱۹۵۴-۰۳-۳۱ |                                               |
| ایواکی، فوکوشیما        | ۳۴۹٬۹۴۷ | ۱٬۲۳۱٫۳۴ | ۲۸۴   | ۱۹۶۶-۱۰-۰۱ |                                               |
| تامورا، فوکوشیما        | ۴۲٬۲۲۱  | ۴۵۸٫۳۰   | ۹۲٫۱  | ۲۰۰۵-۰۳-۰۱ |                                               |
| شیراکاوا، فوکوشیما      | ۶۵٬۶۶۵  | ۳۰۵٫۳۰   | ۲۱۵   | ۲۰۰۵-۱۱-۰۷ |                                               |
| نیهون‌ماتسو، فوکوشیما    | ۶۱٬۶۹۸  | ۳۴۴٫۶۵   | ۱۷۹   | ۲۰۰۵-۱۲-۰۱ |                                               |
| می‌نامی‌سوما، فوکوشیما    | ۷۱٬۷۶۱  | ۳۹۸٫۵۰   | ۱۸۰   | ۲۰۰۶-۰۱-۰۱ |                                               |
| داتا، فوکوشیما          | ۶۷٬۴۸۷  | ۲۶۵٫۱۰   | ۲۵۵   | ۲۰۰۶-۰۱-۰۱ |                                               |
| کیتاکاتا، فوکوشیما      | ۵۴٬۶۸۴  | ۵۵۴٫۶۷   | ۹۸٫۶  | ۲۰۰۶-۰۱-۰۴ |                                               |
| موتومیا، فوکوشیما       | ۳۱٬۷۳۷  | ۸۷٫۹۴    | ۳۶۱   | ۲۰۰۷-۰۱-۰۱ |                                               |

## گیفو
- population:2008-01-01[۱۱]

| نام شهر            | جمعیت   | مساحت    | تراکم | تأسیس      | نشانی وبگاه |
| ------------------ | ------- | -------- | ----- | ---------- | ----------- |
| گیفو               | ۴۱۲٬۷۷۹ | ۲۰۲٫۸۹   | ۲٬۰۳۴ | ۱۸۸۹-۰۷-۰۱ |             |
| اوگاکی، گیفو       | ۱۶۳٬۰۴۷ | ۲۰۶٫۵۲   | ۷۸۹   | ۱۹۱۸-۰۴-۰۱ |             |
| تاکایاما، گیفو     | ۹۴٬۸۷۹  | ۲٬۱۷۷٫۶۷ | ۴۳٫۶  | ۱۹۳۶-۱۱-۰۱ |             |
| تاجیمی، گیفو       | ۱۱۴٬۸۶۶ | ۹۱٫۲۴    | ۱٬۲۵۹ | ۱۹۴۰-۰۸-۰۱ |             |
| سکی، گیفو          | ۹۲٬۸۹۶  | ۴۷۲٫۸۴   | ۱۹۶   | ۱۹۵۰-۱۰-۱۵ |             |
| ناکاتسوگاوا، گیفو  | ۸۳٬۱۱۶  | ۶۷۶٫۳۸   | ۱۲۳   | ۱۹۵۲-۰۴-۰۱ |             |
| مینو، گیفو         | ۲۲٬۹۱۲  | ۱۱۷٫۰۵   | ۱۹۶   | ۱۹۵۴-۰۴-۰۱ |             |
| میزونامی، گیفو     | ۴۱٬۵۵۶  | ۱۷۵٫۰۰   | ۲۳۷   | ۱۹۵۴-۰۴-۰۱ |             |
| هاشیما، گیفو       | ۶۷٬۱۶۷  | ۵۳٫۶۴    | ۱٬۲۵۲ | ۱۹۵۴-۰۴-۰۱ |             |
| مینوکامو، گیفو     | ۵۳٬۹۸۸  | ۷۴٫۸۱    | ۷۲۲   | ۱۹۵۴-۰۴-۰۱ |             |
| توکی، گیفو         | ۶۱٬۳۹۳  | ۱۱۶٫۰۱   | ۵۲۹   | ۱۹۵۵-۰۲-۰۱ |             |
| کاکامیگاهارا، گیفو | ۱۴۵٬۱۲۶ | ۸۷٫۷۷    | ۱٬۶۵۳ | ۱۹۶۳-۰۴-۰۱ |             |
| کانی، گیفو         | ۹۹٬۳۱۸  | ۸۷٫۶۰    | ۱٬۱۳۴ | ۱۹۸۲-۰۴-۰۱ |             |
| یاماگاتا، گیفو     | ۲۹٬۸۵۷  | ۲۲۲٫۰۴   | ۱۳۴   | ۲۰۰۳-۰۴-۰۱ |             |
| میزوهو، گیفو       | ۵۱٬۲۳۰  | ۲۸٫۱۸    | ۱٬۸۱۸ | ۲۰۰۳-۰۵-۰۱ |             |
| هیدا، گیفو         | ۲۸٬۱۱۲  | ۷۹۲٫۳۱   | ۳۵٫۵  | ۲۰۰۴-۰۲-۰۱ |             |
| موتوسو، گیفو       | ۳۴٬۷۲۹  | ۳۷۴٫۵۷   | ۹۲٫۷  | ۲۰۰۴-۰۲-۰۱ |             |
| گوجو، گیفو         | ۴۶٬۳۳۸  | ۱٬۰۳۰٫۷۹ | ۴۵٫۰  | ۲۰۰۴-۰۳-۰۱ |             |
| گرو، گیفو          | ۳۷٬۴۵۵  | ۸۵۱٫۰۶   | ۴۴٫۰  | ۲۰۰۴-۰۳-۰۱ |             |
| انا، گیفو          | ۵۴٬۸۴۴  | ۵۰۴٫۱۹   | ۱۰۹   | ۲۰۰۴-۱۰-۲۵ |             |
| کایزو، گیفو        | ۳۸٬۵۳۲  | ۱۱۲٫۳۱   | ۳۴۳   | ۲۰۰۵-۰۳-۲۸ |             |

## گونما
- population:2008-01-01[۱۲]

| نام شهر           | جمعیت   | مساحت  | تراکم | تأسیس      | نشانی وبگاه                                     |
| ----------------- | ------- | ------ | ----- | ---------- | ----------------------------------------------- |
| مائه‌باشی، گونما   | ۳۱۸٬۰۵۸ | ۲۴۱٫۲۲ | ۱٬۳۱۹ | ۱۸۹۲-۰۴-۰۱ |                                                 |
| تاکاساکی، گونما   | ۳۴۱٬۸۳۸ | ۴۰۱٫۰۱ | ۸۵۲   | ۱۹۰۰-۰۴-۰۱ |                                                 |
| کیریو، گونما      | ۱۲۴٬۸۹۲ | ۲۷۴٫۵۷ | ۴۵۵   | ۱۹۲۱-۰۳-۰۱ |                                                 |
| ایسه‌ساکی، گونما   | ۲۰۴٬۲۴۰ | ۱۳۹٫۳۳ | ۱٬۴۶۶ | ۱۹۴۰-۰۹-۱۳ |                                                 |
| اوتا، گونما       | ۲۱۴٬۰۴۹ | ۱۷۶٫۴۹ | ۱٬۲۱۳ | ۱۹۴۸-۰۵-۰۳ |                                                 |
| نوماتا، گونما     | ۵۲٬۳۱۹  | ۴۴۳٫۳۷ | ۱۱۸   | ۱۹۵۴-۰۴-۰۱ |                                                 |
| تاته‌بایاشی، گونما | ۷۹٬۰۲۳  | ۶۰٫۹۸  | ۱٬۲۹۶ | ۱۹۵۴-۰۴-۰۱ |                                                 |
| فوجی‌اوکا، گونما   | ۶۸٬۷۱۰  | ۱۸۰٫۰۹ | ۳۸۲   | ۱۹۵۴-۰۴-۰۱ |                                                 |
| شیبوکاوا، گونما   | ۸۶٬۱۳۴  | ۲۴۰٫۴۲ | ۳۵۸   | ۲۰۰۶-۰۲-۲۰ |                                                 |
| آنناکا، گونما     | ۶۲٬۲۷۰  | ۲۷۶٫۳۴ | ۲۲۵   | ۲۰۰۶-۰۳-۱۸ | بایگانی‌شده در ۴ ژوئیه ۲۰۰۷ توسط Wayback Machine |
| تومی‌اوکا، گونما   | ۵۳٬۳۳۲  | ۱۲۲٫۹۰ | ۴۳۴   | ۲۰۰۶-۰۳-۲۷ |                                                 |
| میدوری، گونما     | ۵۱٬۹۶۴  | ۲۰۸٫۲۳ | ۲۵۰   | ۲۰۰۶-۰۳-۲۷ |                                                 |

## هیروشیما
- population:2008-01-01[۱۳]

| نام شهر                  | جمعیت     | مساحت    | تراکم | تأسیس      | نشانی وبگاه |
| ------------------------ | --------- | -------- | ----- | ---------- | ----------- |
| هیروشیما                 | ۱٬۱۶۳٬۸۰۶ | ۹۰۵٫۱۳   | ۱٬۲۸۶ | ۱۸۸۹-۰۴-۰۱ |             |
| اونومیچی، هیروشیما       | ۱۴۸٬۰۸۵   | ۲۸۴٫۸۵   | ۵۲۰   | ۱۸۹۸-۰۴-۰۱ |             |
| کوره، هیروشیما           | ۲۴۶٬۱۱۸   | ۳۵۳٫۷۴   | ۶۹۶   | ۱۹۰۲-۱۰-۰۱ |             |
| فوکویاما، هیروشیما       | ۴۶۱٬۳۶۸   | ۵۱۸٫۰۷   | ۸۹۱   | ۱۹۱۶-۰۷-۰۱ |             |
| میهارا، هیروشیما         | ۱۰۳٬۲۰۹   | ۴۷۱٫۰۳   | ۲۱۹   | ۱۹۳۶-۱۱-۱۵ |             |
| فوجو، هیروشیما           | ۴۴٬۲۱۲    | ۱۹۵٫۷۱   | ۲۲۶   | ۱۹۵۴-۰۳-۳۱ |             |
| میوشی، هیروشیما          | ۵۸٬۲۶۴    | ۷۷۸٫۱۹   | ۷۴٫۹  | ۱۹۵۴-۰۳-۳۱ |             |
| شوبارا، هیروشیما         | ۴۱٬۷۴۷    | ۱٬۲۴۶٫۶۰ | ۳۳٫۵  | ۱۹۵۴-۰۳-۳۱ |             |
| اوتاکه، هیروشیما         | ۲۹٬۶۶۵    | ۷۸٫۵۵    | ۳۷۸   | ۱۹۵۴-۰۹-۰۱ |             |
| تاکه‌هارا، هیروشیما       | ۲۹٬۸۰۳    | ۱۱۸٫۳۰   | ۲۵۲   | ۱۹۵۸-۱۱-۰۳ |             |
| هیگاشی‌هیروشیما، هیروشیما | ۱۸۷٬۷۱۱   | ۶۳۵٫۳۲   | ۲۹۵   | ۱۹۷۴-۰۴-۲۰ |             |
| هاتسوکاایچی، هیروشیما    | ۱۱۵٬۱۸۴   | ۴۸۹٫۳۶   | ۲۳۵   | ۱۹۸۸-۰۴-۰۱ |             |
| آکیتاکاتا، هیروشیما      | ۳۲٬۳۲۳    | ۵۳۷٫۷۹   | ۶۰٫۱  | ۲۰۰۴-۰۳-۰۱ |             |
| اتاجیما، هیروشیما        | ۲۸٬۶۰۱    | ۱۰۰٫۹۷   | ۲۸۳   | ۲۰۰۴-۱۱-۰۱ |             |

## هوکایدو
- population:2007-12-31[۱۴]

| نام شهر               | جمعیت     | مساحت    | تراکم | تأسیس      | نشانی وبگاه                                        |
| --------------------- | --------- | -------- | ----- | ---------- | -------------------------------------------------- |
| ساپورو، هوکایدو       | ۱٬۸۸۲٬۶۰۹ | ۱٬۱۲۱٫۱۲ | ۱٬۶۷۹ | ۱۹۲۲-۰۸-۰۱ | بایگانی‌شده در ۱۵ سپتامبر ۲۰۱۹ توسط Wayback Machine |
| هاکوداته، هوکایدو     | ۲۹۰٬۱۵۴   | ۶۷۷٫۸۹   | ۴۲۸   | ۱۹۲۲-۰۸-۰۱ |                                                    |
| اوتارو، هوکایدو       | ۱۳۸٬۸۷۶   | ۲۴۳٫۳۰   | ۵۷۱   | ۱۹۲۲-۰۸-۰۱ |                                                    |
| آساهیکاوا، هوکایدو    | ۳۵۷٬۲۲۸   | ۷۴۷٫۶۰   | ۴۷۸   | ۱۹۲۲-۰۸-۰۱ |                                                    |
| موروران، هوکایدو      | ۹۷٬۵۶۸    | ۸۰٫۶۵    | ۱٬۲۱۰ | ۱۹۲۲-۰۸-۰۱ |                                                    |
| اوبیهیرو، هوکایدو     | ۱۷۰٬۰۶۶   | ۶۱۸٫۹۴   | ۲۷۵   | ۱۹۳۳-۰۴-۰۱ |                                                    |
| یوباری، هوکایدو       | ۱۲٬۲۰۳    | ۷۶۳٫۲۰   | ۱۶٫۰  | ۱۹۴۳-۰۴-۰۱ |                                                    |
| ایوامیزاوا، هوکایدو   | ۹۲٬۳۶۴    | ۴۸۱٫۱۰   | ۱۹۲   | ۱۹۴۳-۰۴-۰۱ |                                                    |
| آباشیری، هوکایدو      | ۴۰٬۳۴۱    | ۴۷۱٫۰۰   | ۸۵٫۶  | ۱۹۴۷-۰۲-۱۱ |                                                    |
| روموی، هوکایدو        | ۲۶٬۲۹۵    | ۲۹۷٫۴۴   | ۸۸٫۴  | ۱۹۴۷-۱۰-۰۱ |                                                    |
| توماکومای، هوکایدو    | ۱۷۳٬۹۸۶   | ۵۶۱٫۴۹   | ۳۱۰   | ۱۹۴۸-۰۴-۰۱ |                                                    |
| واکانای، هوکایدو      | ۴۰٬۶۲۹    | ۷۶۰٫۸۳   | ۵۳٫۴  | ۱۹۴۹-۰۴-۰۱ |                                                    |
| بیبای، هوکایدو        | ۲۷٬۸۴۹    | ۲۷۷٫۶۱   | ۱۰۰   | ۱۹۵۰-۰۴-۰۱ |                                                    |
| آشی‌بتسو، هوکایدو      | ۱۸٬۳۱۰    | ۸۶۵٫۰۲   | ۲۱٫۲  | ۱۹۵۳-۰۴-۰۱ |                                                    |
| ابتسو، هوکایدو        | ۱۲۳٬۶۷۱   | ۱۸۷٫۵۷   | ۶۵۹   | ۱۹۵۴-۰۷-۰۱ |                                                    |
| آکابیرا، هوکایدو      | ۱۳٬۸۷۴    | ۱۲۹٫۸۸   | ۱۰۷   | ۱۹۵۴-۰۷-۰۱ | [ ۱۵ ]                                             |
| مومبتسو، هوکایدو      | ۲۵٬۸۷۳    | ۸۳۰٫۷۰   | ۳۱٫۱  | ۱۹۵۴-۰۷-۰۱ |                                                    |
| میکاسا، هوکایدو       | ۱۱٬۴۵۴    | ۳۰۲٫۶۴   | ۳۷٫۸  | ۱۹۵۷-۰۴-۰۱ |                                                    |
| نمورو، هوکایدو        | ۳۰٬۸۸۲    | ۵۱۲٫۶۳   | ۶۰٫۲  | ۱۹۵۷-۰۸-۰۱ |                                                    |
| چیتوسه، هوکایدو       | ۹۲٬۹۲۴    | ۵۹۴٫۹۵   | ۱۵۶   | ۱۹۵۸-۰۷-۰۱ | بایگانی‌شده در ۵ سپتامبر ۲۰۱۶ توسط Wayback Machine  |
| تاکیکاوا، هوکایدو     | ۴۴٬۸۹۵    | ۱۱۵٫۸۲   | ۳۸۸   | ۱۹۵۸-۰۷-۰۱ |                                                    |
| سوناگاوا، هوکایدو     | ۱۹٬۶۴۱    | ۷۸٫۶۹    | ۲۵۰   | ۱۹۵۸-۰۷-۰۱ |                                                    |
| اوتاشینای، هوکایدو    | ۴٬۹۸۸     | ۵۵٫۹۹    | ۸۹٫۱  | ۱۹۵۸-۰۷-۰۱ |                                                    |
| فوکاگاوا، هوکایدو     | ۲۴٬۷۷۷    | ۵۲۹٫۲۳   | ۴۶٫۸  | ۱۹۶۳-۰۵-۰۱ |                                                    |
| فورانو، هوکایدو       | ۲۴٬۸۹۰    | ۶۰۰٫۹۷   | ۴۱٫۴  | ۱۹۶۶-۰۵-۰۱ |                                                    |
| نوبوریبتسو، هوکایدو   | ۵۳٬۳۴۰    | ۲۱۲٫۱۱   | ۲۵۱   | ۱۹۷۰-۰۸-۰۱ |                                                    |
| انیوا، هوکایدو        | ۶۸٬۶۰۴    | ۲۹۴٫۸۷   | ۲۳۳   | ۱۹۷۰-۱۱-۰۱ |                                                    |
| داته، هوکایدو         | ۳۷٬۴۷۶    | ۴۴۴٫۲۸   | ۸۴٫۴  | ۱۹۷۲-۰۴-۰۱ |                                                    |
| کیتاهیروشیما، هوکایدو | ۶۱٬۰۹۴    | ۱۱۸٫۵۴   | ۵۱۵   | ۱۹۹۶-۰۹-۰۱ |                                                    |
| ایشیکاری، هوکایدو     | ۶۱٬۴۷۴    | ۷۲۱٫۸۶   | ۸۵٫۲  | ۱۹۹۶-۰۹-۰۱ |                                                    |
| شیبتسو، هوکایدو       | ۲۳٬۱۹۷    | ۱٬۱۱۹٫۲۹ | ۲۰٫۷  | ۲۰۰۵-۰۹-۰۱ |                                                    |
| کوشیرو، هوکایدو       | ۱۹۰٬۸۹۰   | ۱٬۳۶۲٫۷۵ | ۱۴۰   | ۲۰۰۵-۱۰-۱۱ |                                                    |
| هوکوتو، هوکایدو       | ۴۹٬۵۰۶    | ۳۹۷٫۳۰   | ۱۲۵   | ۲۰۰۶-۰۲-۰۱ |                                                    |
| کیتامی، هوکایدو       | ۱۲۷٬۳۲۸   | ۱٬۴۲۷٫۵۶ | ۸۹٫۲  | ۲۰۰۶-۰۳-۰۵ |                                                    |
| نایورو، هوکایدو       | ۳۱٬۳۰۰    | ۵۳۵٫۲۳   | ۵۸٫۵  | ۲۰۰۶-۰۳-۲۷ |                                                    |

## هیوگو
- population:2008-01-01[۱۶]

| نام شهر            | جمعیت     | مساحت  | تراکم | تأسیس      | نشانی وبگاه |
| ------------------ | --------- | ------ | ----- | ---------- | ----------- |
| کوبه، هیوگو        | ۱٬۵۳۰٬۸۴۷ | ۵۵۲٫۲۳ | ۲٬۷۷۲ | ۱۸۸۹-۰۴-۰۱ |             |
| هیمه‌جی، هیوگو      | ۵۳۶٬۱۷۰   | ۵۳۴٫۲۷ | ۱٬۰۰۴ | ۱۸۸۹-۰۴-۰۱ |             |
| آماگاساکی، هیوگو   | ۴۶۱٬۲۰۲   | ۴۹٫۷۷  | ۹٬۲۶۷ | ۱۹۱۶-۰۴-۰۱ |             |
| آکاشی، هیوگو       | ۲۹۲٬۱۶۲   | ۴۹٫۲۴  | ۵٬۹۳۳ | ۱۹۱۹-۱۱-۰۱ |             |
| نیشی‌نومیا، هیوگو   | ۴۷۷٬۰۵۶   | ۹۹٫۹۶  | ۴٬۷۷۲ | ۱۹۲۵-۰۴-۰۱ |             |
| آشیا، هیوگو        | ۹۲٬۸۲۸    | ۱۸٫۴۷  | ۵٬۰۲۶ | ۱۹۴۰-۱۱-۱۰ |             |
| ایتامی، هیوگو      | ۱۹۴٬۴۸۸   | ۲۴٫۹۷  | ۷٬۷۸۹ | ۱۹۴۰-۱۱-۱۰ |             |
| آیویی، هیوگو       | ۳۱٬۹۷۳    | ۹۰٫۴۵  | ۳۵۳   | ۱۹۴۲-۱۰-۰۱ |             |
| تویواوکا، هیوگو    | ۸۷٬۵۵۵    | ۶۹۷٫۶۶ | ۱۲۵   | ۱۹۵۰-۰۴-۰۱ |             |
| هاکوگاوا، هیوگو    | ۲۶۷٬۶۳۱   | ۱۳۸٫۵۱ | ۱٬۹۳۲ | ۱۹۵۰-۰۶-۱۵ |             |
| آکو، هیوگو         | ۵۱٬۲۷۷    | ۱۲۶٫۸۸ | ۴۰۴   | ۱۹۵۱-۰۹-۰۱ |             |
| تاکارازوکا، هیوگو  | ۲۲۲٬۰۷۱   | ۱۰۱٫۸۰ | ۲٬۱۸۱ | ۱۹۵۴-۰۴-۰۱ |             |
| میکی، هیوگو        | ۸۳٬۲۴۴    | ۱۷۶٫۵۸ | ۴۷۱   | ۱۹۵۴-۰۶-۰۱ |             |
| تاکاساگو، هیوگو    | ۹۴٬۱۹۸    | ۳۴٫۴۰  | ۲٬۷۳۸ | ۱۹۵۴-۰۷-۰۱ |             |
| کاوانیشی، هیوگو    | ۱۵۷٬۴۶۱   | ۵۳٫۴۴  | ۲٬۹۴۷ | ۱۹۵۴-۰۸-۰۱ |             |
| اونو، هیوگو        | ۴۹٬۶۶۴    | ۹۲٫۹۲  | ۵۳۴   | ۱۹۵۴-۱۲-۰۱ |             |
| ساندا، هیوگو       | ۱۱۳٬۶۰۰   | ۲۱۰٫۲۲ | ۵۴۰   | ۱۹۵۸-۰۷-۰۱ |             |
| کاسای، هیوگو       | ۴۸٬۴۳۵    | ۱۵۰٫۹۵ | ۳۲۱   | ۱۹۶۷-۰۴-۰۱ |             |
| ساسایاما، هیوگو    | ۴۴٬۳۴۵    | ۳۷۷٫۶۱ | ۱۱۷   | ۱۹۹۹-۰۴-۰۱ |             |
| یابو، هیوگو        | ۲۷٬۴۲۸    | ۴۲۲٫۷۸ | ۶۴٫۹  | ۲۰۰۴-۰۴-۰۱ |             |
| تامبا، هیوگو       | ۶۹٬۲۳۳    | ۴۹۳٫۲۸ | ۱۴۰   | ۲۰۰۴-۱۱-۰۱ |             |
| می‌نامی‌آواجی، هیوگو | ۵۱٬۰۶۹    | ۲۲۹٫۱۸ | ۲۲۳   | ۲۰۰۵-۰۱-۱۱ |             |
| آساگو، هیوگو       | ۳۴٬۰۸۴    | ۴۰۲٫۹۸ | ۸۴٫۶  | ۲۰۰۵-۰۴-۰۱ |             |
| آواجی، هیوگو       | ۴۷٬۸۴۹    | ۱۸۴٫۲۱ | ۲۶۰   | ۲۰۰۵-۰۴-۰۱ |             |
| شیسو، هیوگو        | ۴۲٬۳۰۲    | ۶۵۸٫۶۰ | ۶۴٫۲  | ۲۰۰۵-۰۴-۰۱ |             |
| نیشی‌واکی، هیوگو    | ۴۳٬۱۲۶    | ۱۳۲٫۴۷ | ۳۲۶   | ۲۰۰۵-۱۰-۰۱ |             |
| تاتسونو، هیوگو     | ۸۰٬۹۸۸    | ۲۱۰٫۹۳ | ۳۸۴   | ۲۰۰۵-۱۰-۰۱ |             |
| سوموتو، هیوگو      | ۴۸٬۶۳۱    | ۱۸۲٫۴۷ | ۲۶۷   | ۲۰۰۶-۰۲-۱۱ |             |
| کاتو، هیوگو        | ۳۹٬۹۳۵    | ۱۵۷٫۴۹ | ۲۵۴   | ۲۰۰۶-۰۳-۲۰ |             |

## ایباراکی
- population:2008-01-01[۱۷]

| نام شهر                | جمعیت   | مساحت  | تراکم | تأسیس      | نشانی وبگاه    |
| ---------------------- | ------- | ------ | ----- | ---------- | -------------- |
| میتو، ایباراکی         | ۲۶۴٬۰۶۲ | ۲۱۷٫۴۳ | ۱٬۲۱۴ | ۱۸۸۹-۰۴-۰۱ |                |
| هیتاچی، ایباراکی       | ۱۹۵٬۸۴۴ | ۲۲۵٫۵۵ | ۸۶۸   | ۱۹۳۹-۰۹-۰۱ |                |
| تسوچی‌اورا، ایباراکی    | ۱۴۳٬۹۸۶ | ۱۱۳٫۸۲ | ۱٬۲۶۵ | ۱۹۴۰-۱۱-۰۳ | [ پیوند مرده ] |
| یوکی، ایباراکی         | ۵۲٬۰۶۵  | ۶۵٫۸۴  | ۷۹۱   | ۱۹۵۴-۰۳-۱۵ |                |
| ریوگاساکی، ایباراکی    | ۷۹٬۲۹۵  | ۷۸٫۲۰  | ۱٬۰۱۴ | ۱۹۵۴-۰۳-۲۰ | [ ۱۸ ]         |
| شیموتسوما، ایباراکی    | ۴۵٬۹۱۸  | ۸۰٫۸۸  | ۵۶۸   | ۱۹۵۴-۰۶-۰۱ |                |
| جوسو، ایباراکی         | ۶۵٬۸۵۸  | ۱۲۳٫۵۲ | ۵۳۳   | ۱۹۵۴-۰۷-۱۰ |                |
| هیتاچی‌اوتا، ایباراکی   | ۵۸٬۴۶۱  | ۳۷۲٫۰۱ | ۱۵۷   | ۱۹۵۴-۰۷-۱۵ |                |
| تاکاهاگی، ایباراکی     | ۳۲٬۰۳۱  | ۱۹۳٫۶۵ | ۱۶۵   | ۱۹۵۴-۱۱-۲۳ |                |
| کیتاایباراکی، ایباراکی | ۴۸٬۴۳۷  | ۱۸۶٫۵۵ | ۲۶۰   | ۱۹۵۶-۰۳-۳۱ |                |
| توریده، ایباراکی       | ۱۰۹٬۹۵۳ | ۶۹٫۹۶  | ۱٬۵۷۲ | ۱۹۷۰-۱۰-۰۱ |                |
| اوشیکو، ایباراکی       | ۷۹٬۲۵۴  | ۵۸٫۸۸  | ۱٬۳۴۶ | ۱۹۸۶-۰۶-۰۱ |                |
| تسوکوبا، ایباراکی      | ۲۰۷٬۳۱۴ | ۲۸۴٫۰۷ | ۷۳۰   | ۱۹۸۷-۱۱-۳۰ |                |
| هیتاچیناکا، ایباراکی   | ۱۵۵٬۳۳۸ | ۹۹٫۰۴  | ۱٬۵۶۸ | ۱۹۹۴-۱۱-۰۱ |                |
| کاشیما، ایباراکی       | ۶۵٬۱۹۳  | ۹۲٫۹۶  | ۷۰۱   | ۱۹۹۵-۰۹-۰۱ |                |
| ایتاکو، ایباراکی       | ۳۱٬۱۰۳  | ۶۲٫۶۷  | ۴۹۶   | ۲۰۰۱-۰۴-۰۱ |                |
| موریا، ایباراکی        | ۵۷٬۷۹۳  | ۳۵٫۶۳  | ۱٬۶۲۲ | ۲۰۰۲-۰۲-۰۲ |                |
| هیتاچی‌اومیا، ایباراکی  | ۴۶٬۷۲۹  | ۳۴۸٫۳۸ | ۱۳۴   | ۲۰۰۴-۱۰-۱۶ |                |
| ناکا، ایباراکی         | ۵۴٬۶۱۸  | ۹۷٫۸۰  | ۵۵۸   | ۲۰۰۵-۰۱-۲۱ |                |
| باندو، ایباراکی        | ۵۷٬۱۲۸  | ۱۲۳٫۱۸ | ۴۶۴   | ۲۰۰۵-۰۳-۲۲ |                |
| ایناشیکی، ایباراکی     | ۴۸٬۱۲۵  | ۱۷۸٫۱۲ | ۲۷۰   | ۲۰۰۵-۰۳-۲۲ |                |
| چیکوسی، ایباراکی       | ۱۱۰٬۸۱۳ | ۲۰۵٫۳۵ | ۵۴۰   | ۲۰۰۵-۰۳-۲۸ |                |
| کاسومیگائورا، ایباراکی | ۴۴٬۴۵۰  | ۱۱۸٫۷۷ | ۳۷۴   | ۲۰۰۵-۰۳-۲۸ |                |
| کامیسو، ایباراکی       | ۹۳٬۵۳۸  | ۱۴۷٫۲۴ | ۶۳۵   | ۲۰۰۵-۰۸-۰۱ |                |
| نامه‌گاتا، ایباراکی     | ۳۹٬۱۱۷  | ۱۶۶٫۳۳ | ۲۳۵   | ۲۰۰۵-۰۹-۰۲ |                |
| کوگا، ایباراکی         | ۱۴۴٬۳۹۲ | ۱۲۳٫۵۸ | ۱٬۱۶۸ | ۲۰۰۵-۰۹-۱۲ |                |
| ایشی‌اوکا، ایباراکی     | ۸۰٬۵۰۲  | ۲۱۳٫۳۸ | ۳۷۷   | ۲۰۰۵-۱۰-۰۱ |                |
| ساکوراگاوا، ایباراکی   | ۴۷٬۴۸۰  | ۱۷۹٫۷۸ | ۲۶۴   | ۲۰۰۵-۱۰-۰۱ |                |
| هوکوتا، ایباراکی       | ۵۰٬۸۶۹  | ۲۰۳٫۹۰ | ۲۴۹   | ۲۰۰۵-۱۰-۱۱ |                |
| کاساما، ایباراکی       | ۸۰٬۶۴۶  | ۲۴۰٫۲۷ | ۳۳۶   | ۲۰۰۶-۰۳-۱۹ |                |
| تسوکوبامیرای، ایباراکی | ۴۱٬۹۵۷  | ۷۹٫۱۴  | ۵۳۰   | ۲۰۰۶-۰۳-۲۷ |                |
| اومیتاما، ایباراکی     | ۵۲٬۸۳۴  | ۱۴۰٫۲۱ | ۳۷۷   | ۲۰۰۶-۰۳-۲۷ |                |

## ایشیکاوا
- population:2008-01-01[۱۹]

| نام شهر            | جمعیت   | مساحت  | تراکم | تأسیس      | نشانی وبگاه                                      |
| ------------------ | ------- | ------ | ----- | ---------- | ------------------------------------------------ |
| کانازاوا، ایشیکاوا | ۴۵۵٬۵۹۵ | ۴۶۷٫۷۷ | ۹۷۴   | ۱۸۸۹-۰۴-۰۱ |                                                  |
| نانائو، ایشیکاوا   | ۶۰٬۱۴۰  | ۳۱۷٫۹۶ | ۱۸۹   | ۱۹۳۹-۰۷-۲۰ |                                                  |
| کوماتسو، ایشیکاوا  | ۱۰۹٬۲۸۵ | ۳۷۱٫۱۳ | ۲۹۴   | ۱۹۴۰-۱۲-۰۱ |                                                  |
| سوزو، ایشیکاوا     | ۱۷٬۱۱۱  | ۲۴۷٫۲۰ | ۶۹٫۲  | ۱۹۵۴-۰۷-۱۵ |                                                  |
| هاکویی، ایشیکاوا   | ۲۳٬۹۶۳  | ۸۱٫۹۶  | ۲۹۲   | ۱۹۵۸-۰۷-۰۱ |                                                  |
| کاهوکو، ایشیکاوا   | ۳۴٬۷۴۷  | ۶۴٫۷۶  | ۵۳۷   | ۲۰۰۴-۰۳-۰۱ |                                                  |
| هاکوسان، ایشیکاوا  | ۱۱۰٬۵۶۳ | ۷۵۵٫۱۷ | ۱۴۶   | ۲۰۰۵-۰۲-۰۱ | بایگانی‌شده در ۱۹ فوریه ۲۰۰۷ توسط Wayback Machine |
| نومی، ایشیکاوا     | ۴۸٬۱۰۶  | ۸۳٫۸۵  | ۵۷۴   | ۲۰۰۵-۰۲-۰۱ |                                                  |
| کاگا، ایشیکاوا     | ۷۳٬۷۴۵  | ۳۰۶٫۰۰ | ۲۴۱   | ۲۰۰۵-۱۰-۰۱ |                                                  |
| واجیما، ایشیکاوا   | ۳۱٬۵۳۲  | ۴۲۶٫۲۵ | ۷۴٫۰  | ۲۰۰۶-۰۲-۰۱ |                                                  |

## ایواته
- population:2008-01-01[۲۰]

| نام شهر              | جمعیت   | مساحت    | تراکم | تأسیس      | نشانی وبگاه |
| -------------------- | ------- | -------- | ----- | ---------- | ----------- |
| موریوکا، ایواته      | ۲۹۹٬۷۴۶ | ۸۸۶٫۴۷   | ۳۳۸   | ۱۸۸۹-۰۴-۰۱ |             |
| کاماایشی، ایواته     | ۴۱٬۳۴۸  | ۴۴۱٫۴۲   | ۹۳٫۷  | ۱۹۳۷-۰۵-۰۵ |             |
| اوفوناتو، ایواته     | ۴۲٬۱۱۹  | ۳۲۳٫۲۸   | ۱۳۰   | ۱۹۵۲-۰۴-۰۱ |             |
| ریکوزنتاکاتا، ایواته | ۲۳٬۹۶۱  | ۲۳۲٫۲۹   | ۱۰۳   | ۱۹۵۵-۰۱-۰۱ |             |
| کیتاکامی، ایواته     | ۹۴٬۸۰۶  | ۴۳۷٫۵۵   | ۲۱۷   | ۱۹۹۱-۰۴-۰۱ |             |
| میاکو، ایواته        | ۵۸٬۳۴۲  | ۶۹۶٫۸۲   | ۸۳٫۷  | ۲۰۰۵-۰۶-۰۶ |             |
| هاچیمانتای، ایواته   | ۲۹٬۹۹۳  | ۸۶۲٫۲۵   | ۳۴٫۸  | ۲۰۰۵-۰۹-۰۱ |             |
| ایچینوسکی، ایواته    | ۱۲۳٬۱۵۵ | ۱٬۱۳۳٫۱۰ | ۱۰۹   | ۲۰۰۵-۰۹-۲۰ |             |
| تونو، ایواته         | ۳۰٬۵۸۷  | ۸۲۵٫۶۲   | ۳۷٫۰  | ۲۰۰۵-۱۰-۰۱ |             |
| هاناماکی، ایواته     | ۱۰۳٬۷۱۸ | ۹۰۸٫۳۲   | ۱۱۴   | ۲۰۰۶-۰۱-۰۱ |             |
| نینوهه، ایواته       | ۳۰٬۶۸۵  | ۴۲۰٫۳۱   | ۷۳٫۰  | ۲۰۰۶-۰۱-۰۱ |             |
| اوشو، ایواته         | ۱۲۸٬۲۷۳ | ۹۹۳٫۳۵   | ۱۲۹   | ۲۰۰۶-۰۲-۲۰ |             |
| کوجی، ایواته         | ۳۷٬۸۲۴  | ۶۲۳٫۱۴   | ۶۰٫۷  | ۲۰۰۶-۰۳-۰۶ |             |

## کاگاوا
- population:2008-01-01[۲۱]

| نام شهر              | جمعیت   | مساحت  | تراکم | تأسیس      | نشانی وبگاه |
| -------------------- | ------- | ------ | ----- | ---------- | ----------- |
| تاکاماتسو، کاگاوا    | ۴۱۸٬۵۵۷ | ۳۷۵٫۱۱ | ۱٬۱۱۶ | ۱۸۹۰-۰۲-۱۵ |             |
| ماروگامه، کاگاوا     | ۱۱۰٬۵۵۰ | ۱۱۱٫۷۹ | ۹۸۹   | ۱۸۹۹-۰۴-۰۱ |             |
| ساکایده، کاگاوا      | ۵۶٬۵۰۱  | ۹۲٫۴۶  | ۶۱۱   | ۱۹۴۲-۰۷-۰۱ |             |
| زنتسوجی، کاگاوا      | ۳۵٬۱۸۰  | ۳۹٫۸۸  | ۸۸۲   | ۱۹۵۴-۰۳-۳۱ |             |
| سان‌اوکی، کاگاوا      | ۵۴٬۸۳۲  | ۱۵۸٫۹۰ | ۳۴۵   | ۲۰۰۲-۰۴-۰۱ |             |
| هیگاشی‌کاگاوا، کاگاوا | ۳۴٬۹۵۳  | ۱۵۳٫۳۵ | ۲۲۸   | ۲۰۰۳-۰۴-۰۱ |             |
| میتویا، کاگاوا       | ۶۹٬۹۹۷  | ۲۲۲٫۶۶ | ۳۱۴   | ۲۰۰۶-۰۱-۰۱ |             |
| کان‌اونجی، کاگاوا     | ۶۴٬۰۲۰  | ۱۱۷٫۴۷ | ۵۴۵   | ۲۰۰۷-۰۳-۱۲ |             |

## کاگوشیما
- population:2008-01-01[۲۲]

| نام شهر                  | جمعیت   | مساحت  | تراکم | تأسیس      | نشانی وبگاه |
| ------------------------ | ------- | ------ | ----- | ---------- | ----------- |
| کاگوشیما                 | ۶۰۵٬۱۹۶ | ۵۴۷٫۰۶ | ۱٬۱۰۶ | ۱۸۸۹-۰۴-۰۱ |             |
| کانویا، کاگوشیما         | ۱۰۵٬۶۷۳ | ۴۴۸٫۳۳ | ۲۳۶   | ۱۹۴۱-۰۵-۲۷ |             |
| ماکورازاکی، کاگوشیما     | ۲۴٬۴۰۰  | ۷۴٫۸۸  | ۳۲۶   | ۱۹۴۹-۰۹-۰۱ |             |
| آکونه، کاگوشیما          | ۲۴٬۱۶۶  | ۱۳۴٫۳۰ | ۱۸۰   | ۱۹۵۲-۰۴-۰۱ |             |
| ایزومی، کاگوشیما         | ۵۶٬۸۵۱  | ۳۳۰٫۰۶ | ۱۷۲   | ۱۹۵۴-۰۴-۰۱ |             |
| اوکوچی، کاگوشیما         | ۲۱٬۵۰۴  | ۲۹۱٫۸۹ | ۷۳٫۷  | ۱۹۵۴-۰۴-۰۱ |             |
| ایبوسوکی، کاگوشیما       | ۴۵٬۴۵۵  | ۱۴۹٫۰۱ | ۳۰۵   | ۱۹۵۴-۰۴-۰۱ |             |
| می‌نامی‌ساتسوما، کاگوشیما  | ۴۰٬۳۸۶  | ۲۸۳٫۳۵ | ۱۴۳   | ۱۹۵۴-۰۷-۱۵ |             |
| نیشینواوموته، کاگوشیما   | ۱۷٬۶۶۶  | ۲۰۵٫۷۵ | ۸۵٫۹  | ۱۹۵۸-۱۰-۰۱ |             |
| تارومیزو، کاگوشیما       | ۱۸٬۰۷۸  | ۱۶۲٫۰۱ | ۱۱۲   | ۱۹۵۸-۱۰-۰۱ |             |
| ساتسوماسندای، کاگوشیما   | ۱۰۰٬۷۳۰ | ۶۸۳٫۵۰ | ۱۴۷   | ۲۰۰۴-۱۰-۱۲ |             |
| هیوکی، کاگوشیما          | ۵۱٬۴۷۲  | ۲۵۳٫۰۶ | ۲۰۳   | ۲۰۰۵-۰۵-۰۱ |             |
| سوئو، کاگوشیما           | ۴۱٬۱۷۹  | ۳۹۰٫۳۹ | ۱۰۵   | ۲۰۰۵-۰۷-۰۱ |             |
| ایچیکی‌کوشیکینو، کاگوشیما | ۳۲٬۰۷۹  | ۱۱۲٫۰۴ | ۲۸۶   | ۲۰۰۵-۱۰-۱۱ |             |
| کیریشیما، کاگوشیما       | ۱۲۷٬۷۲۶ | ۶۰۳٫۶۸ | ۲۱۲   | ۲۰۰۵-۱۱-۰۷ |             |
| شیبوشی، کاگوشیما         | ۳۴٬۱۰۵  | ۲۸۹٫۹۳ | ۱۱۸   | ۲۰۰۶-۰۱-۰۱ |             |
| آمامی، کاگوشیما          | ۴۸٬۱۱۶  | ۳۰۶٫۲۰ | ۱۵۷   | ۲۰۰۶-۰۳-۲۰ |             |
| می‌نامی‌کیوشو، کاگوشیما    | ۴۰٬۸۹۱  | ۳۵۷٫۸۵ | ۱۱۴   | ۲۰۰۷-۱۲-۰۱ |             |

## کاناگاوا
- population:2008-01-01[۲۳]

| نام شهر                 | جمعیت     | مساحت  | تراکم | تأسیس      | نشانی وبگاه |
| ----------------------- | --------- | ------ | ----- | ---------- | ----------- |
| یوکوهاما، کاناگاوا      | ۳٬۶۳۱٬۲۳۶ | ۴۳۷٫۳۸ | ۸٬۳۰۲ | ۱۸۸۹-۰۴-۰۱ |             |
| یوکوسوکا، کاناگاوا      | ۴۲۱٬۳۹۷   | ۱۰۰٫۶۸ | ۴٬۱۸۶ | ۱۹۰۷-۰۲-۱۵ |             |
| کاواساکی، کاناگاوا      | ۱٬۳۷۳٬۶۳۰ | ۱۴۲٫۷۰ | ۹٬۶۲۶ | ۱۹۲۴-۰۷-۰۱ |             |
| هیراتسوکا، کاناگاوا     | ۲۶۰٬۴۱۹   | ۶۷٫۸۳  | ۳٬۸۳۹ | ۱۹۳۲-۰۴-۰۱ |             |
| کاماکورا، کاناگاوا      | ۱۷۳٬۵۸۸   | ۳۹٫۶۰  | ۴٬۳۸۴ | ۱۹۳۹-۱۱-۰۳ |             |
| فوجیساوا، کاناگاوا      | ۴۰۲٬۶۲۸   | ۶۹٫۵۱  | ۵٬۷۹۲ | ۱۹۴۰-۱۰-۰۱ |             |
| اوداوارا، کاناگاوا      | ۱۹۸٬۸۴۱   | ۱۱۴٫۰۹ | ۱٬۷۴۳ | ۱۹۴۰-۱۲-۲۰ |             |
| چیگاساکی، کاناگاوا      | ۲۳۱٬۰۰۵   | ۳۵٫۷۱  | ۶٬۴۶۹ | ۱۹۴۷-۱۰-۰۱ |             |
| زوشی، کاناگاوا          | ۵۸٬۶۵۴    | ۱۷٫۳۴  | ۳٬۳۸۳ | ۱۹۵۴-۰۴-۱۵ |             |
| ساگامیهارا، کاناگاوا    | ۷۰۶٬۳۴۲   | ۳۲۸٫۸۴ | ۲٬۱۴۸ | ۱۹۵۴-۱۱-۲۰ |             |
| میورا، کاناگاوا         | ۴۹٬۳۷۱    | ۳۲٫۲۸  | ۱٬۵۲۹ | ۱۹۵۵-۰۱-۰۱ |             |
| هادانو، کاناگاوا        | ۱۶۹٬۲۰۱   | ۱۰۳٫۶۱ | ۱٬۶۳۳ | ۱۹۵۵-۰۱-۰۱ |             |
| آتسوگی، کاناگاوا        | ۲۲۵٬۱۶۳   | ۹۳٫۸۳  | ۲٬۴۰۰ | ۱۹۵۵-۰۲-۰۱ |             |
| یاماتو، کاناگاوا        | ۲۲۳٬۱۲۷   | ۲۷٫۰۶  | ۸٬۲۴۶ | ۱۹۵۹-۰۲-۰۱ |             |
| ایسه‌هارا، کاناگاوا      | ۱۰۰٬۷۷۹   | ۵۵٫۵۲  | ۱٬۸۱۵ | ۱۹۷۱-۰۳-۰۱ |             |
| ابینا، کاناگاوا         | ۱۲۶٬۰۳۵   | ۲۶٫۴۸  | ۴٬۷۶۰ | ۱۹۷۱-۱۱-۰۱ |             |
| زاما، کاناگاوا          | ۱۲۷٬۵۸۲   | ۱۷٫۵۸  | ۷٬۲۵۷ | ۱۹۷۱-۱۱-۰۱ |             |
| می‌نامی‌آشیگارا، کاناگاوا | ۴۴٬۲۸۵    | ۷۶٫۹۳  | ۵۷۶   | ۱۹۷۲-۰۴-۰۱ |             |
| آیاسه، کاناگاوا         | ۸۲٬۰۸۳    | ۲۲٫۲۸  | ۳٬۶۸۴ | ۱۹۷۸-۱۱-۰۱ |             |

## کوچی
- population:2008-02-29[۲۴]

| نام شهر          | جمعیت   | مساحت  | تراکم | تأسیس      | نشانی وبگاه |
| ---------------- | ------- | ------ | ----- | ---------- | ----------- |
| کوچی             | ۳۴۲٬۹۴۴ | ۳۰۹٫۲۲ | ۱٬۱۰۹ | ۱۸۸۹-۰۴-۰۱ |             |
| سوکومو، کوچی     | ۲۳٬۷۷۱  | ۲۸۶٫۱۱ | ۸۳٫۱  | ۱۹۵۴-۰۳-۳۱ |             |
| آکی، کوچی        | ۲۰٬۵۵۵  | ۳۱۷٫۳۴ | ۶۴٫۸  | ۱۹۵۴-۰۸-۰۱ |             |
| توساشیمیزو، کوچی | ۱۷٬۴۲۱  | ۲۶۶٫۵۴ | ۶۵٫۴  | ۱۹۵۴-۰۸-۰۱ |             |
| سوساکی، کوچی     | ۲۵٬۶۷۹  | ۱۳۵٫۴۶ | ۱۹۰   | ۱۹۵۴-۱۰-۰۱ |             |
| توسا، کوچی       | ۲۹٬۷۲۶  | ۹۱٫۵۹  | ۳۲۵   | ۱۹۵۹-۰۱-۰۱ | [ ۲۵ ]      |
| موروتو، کوچی     | ۱۷٬۶۸۳  | ۲۴۸٫۲۵ | ۷۱٫۲  | ۱۹۵۹-۰۳-۰۱ |             |
| نانکوکو، کوچی    | ۵۰٬۳۱۵  | ۱۲۵٫۳۵ | ۴۰۱   | ۱۹۵۹-۱۰-۰۱ |             |
| شیمانتو، کوچی    | ۳۷٬۱۸۲  | ۶۳۲٫۴۲ | ۵۸٫۸  | ۲۰۰۵-۰۴-۱۰ |             |
| کامی، کوچی       | ۲۹٬۱۴۴  | ۵۳۸٫۲۲ | ۵۴٫۱  | ۲۰۰۶-۰۳-۰۱ |             |
| کونان، کوچی      | ۳۴٬۰۸۴  | ۱۲۶٫۴۹ | ۲۶۹   | ۲۰۰۶-۰۳-۰۱ |             |

## کوماموتو
- population:2008-01-01[۲۶]

| نام شهر               | جمعیت   | مساحت  | تراکم | تأسیس      | نشانی وبگاه |
| --------------------- | ------- | ------ | ----- | ---------- | ----------- |
| کوماموتو              | ۶۷۰٬۳۴۸ | ۲۶۷٫۲۳ | ۲٬۵۰۹ | ۱۸۸۹-۰۴-۰۱ |             |
| یاتسوشیرو، کوماموتو   | ۱۳۴٬۴۹۱ | ۶۸۰٫۵۹ | ۱۹۸   | ۱۹۴۰-۰۹-۰۱ |             |
| هیتویوشی، کوماموتو    | ۳۶٬۵۵۶  | ۲۱۰٫۵۵ | ۱۷۴   | ۱۹۴۲-۰۲-۱۱ |             |
| آرائو، کوماموتو       | ۵۵٬۵۰۵  | ۵۷٫۱۵  | ۹۷۱   | ۱۹۴۲-۰۴-۰۱ |             |
| میناماتا، کوماموتو    | ۲۸٬۱۲۳  | ۱۶۲٫۸۸ | ۱۷۳   | ۱۹۴۹-۰۴-۰۱ |             |
| تامانا، کوماموتو      | ۷۰٬۷۴۷  | ۱۵۲٫۵۵ | ۴۶۴   | ۱۹۵۴-۰۴-۰۱ |             |
| یاماگا، کوماموتو      | ۵۶٬۷۴۱  | ۲۹۹٫۶۷ | ۱۸۹   | ۱۹۵۴-۰۴-۰۱ |             |
| کیکوچی، کوماموتو      | ۵۱٬۴۷۱  | ۲۷۶٫۶۶ | ۱۸۶   | ۱۹۵۸-۰۸-۰۱ |             |
| اوتو، کوماموتو        | ۳۷٬۸۹۷  | ۷۴٫۱۹  | ۵۱۱   | ۱۹۵۸-۱۰-۰۱ |             |
| کامی‌آماکوسا، کوماموتو | ۳۱٬۰۵۱  | ۱۲۶٫۱۳ | ۲۴۶   | ۲۰۰۴-۰۳-۳۱ |             |
| اوکی، کوماموتو        | ۶۲٬۷۱۸  | ۱۸۸٫۵۶ | ۳۳۳   | ۲۰۰۵-۰۱-۱۵ |             |
| آسو، کوماموتو         | ۲۹٬۱۴۹  | ۳۷۶٫۲۵ | ۷۷٫۵  | ۲۰۰۵-۰۲-۱۱ |             |
| کوشی، کوماموتو        | ۵۳٬۴۹۰  | ۵۳٫۱۷  | ۱٬۰۰۶ | ۲۰۰۶-۰۲-۲۷ |             |
| آماکوسا، کوماموتو     | ۹۳٬۰۴۷  | ۶۸۳٫۱۷ | ۱۳۶   | ۲۰۰۶-۰۳-۲۷ |             |

## کیوتو
- population:2008-01-01[۲۷]

| نام شهر            | جمعیت     | مساحت  | تراکم | تأسیس      | نشانی وبگاه                                   |
| ------------------ | --------- | ------ | ----- | ---------- | --------------------------------------------- |
| کیوتو              | ۱٬۴۶۸٬۹۰۶ | ۸۲۷٫۹۰ | ۱٬۷۷۴ | ۱۸۸۹-۰۴-۰۱ |                                               |
| فوکوچی‌یاما، کیوتو  | ۸۰٬۸۳۶    | ۵۵۲٫۵۷ | ۱۴۶   | ۱۹۳۷-۰۴-۰۱ |                                               |
| مایزورو، کیوتو     | ۹۰٬۴۶۱    | ۳۴۲٫۱۵ | ۲۶۴   | ۱۹۴۳-۰۵-۲۷ |                                               |
| آیابه، کیوتو       | ۳۷٬۰۸۱    | ۳۴۷٫۱۱ | ۱۰۷   | ۱۹۵۰-۰۸-۰۱ |                                               |
| اوجی، کیوتو        | ۱۹۱٬۲۹۷   | ۶۷٫۵۵  | ۲٬۸۳۲ | ۱۹۵۱-۰۳-۰۱ |                                               |
| میازو، کیوتو       | ۲۰٬۵۶۵    | ۱۶۹٫۳۲ | ۱۲۱   | ۱۹۵۴-۰۶-۰۱ |                                               |
| کامه‌اوکا، کیوتو    | ۹۳٬۶۴۱    | ۲۲۴٫۹۰ | ۴۱۶   | ۱۹۵۵-۰۱-۰۱ |                                               |
| جویو، کیوتو        | ۸۰٬۷۹۵    | ۳۲٫۷۴  | ۲٬۴۶۸ | ۱۹۷۲-۰۵-۰۳ |                                               |
| موکو، کیوتو        | ۵۵٬۱۳۷    | ۷٫۶۷   | ۷٬۱۸۹ | ۱۹۷۲-۱۰-۰۱ |                                               |
| ناگائوکاکیو، کیوتو | ۷۹٬۰۳۱    | ۱۹٫۱۸  | ۴٬۱۲۰ | ۱۹۷۲-۱۰-۰۱ |                                               |
| یاواتا، کیوتو      | ۷۳٬۸۲۲    | ۲۴٫۳۷  | ۳٬۰۲۹ | ۱۹۷۷-۱۱-۰۱ |                                               |
| کیوتانابه          | ۶۵٬۲۱۱    | ۴۲٫۹۴  | ۱٬۵۱۹ | ۱۹۹۷-۰۴-۰۱ | بایگانی‌شده در ۲۰۱۲-۱۰-۱۳ توسط Wayback Machine |
| کیوتانگو، کیوتو    | ۶۰٬۹۸۰    | ۵۰۱٫۸۴ | ۱۲۲   | ۲۰۰۴-۰۴-۰۱ | بایگانی‌شده در ۲۰۱۲-۱۰-۰۸ توسط Wayback Machine |
| نانتان، کیوتو      | ۳۵٬۹۳۷    | ۶۱۶٫۳۱ | ۵۸٫۳  | ۲۰۰۶-۰۶-۰۱ |                                               |
| کیزوگاوا، کیوتو    | ۶۶٬۷۸۳    | ۸۵٫۱۲  | ۷۸۵   | ۲۰۰۷-۰۳-۱۲ |                                               |

## میه
- population:2008-01-01[۲۸]

| نام شهر        | جمعیت   | مساحت  | تراکم | تأسیس      | نشانی وبگاه                                      |
| -------------- | ------- | ------ | ----- | ---------- | ------------------------------------------------ |
| یوکای‌ایچی، میه | ۳۰۶٬۵۸۴ | ۲۰۵٫۵۳ | ۱٬۴۹۲ | ۱۸۹۷-۰۸-۰۱ |                                                  |
| ماتسوساکا، میه | ۱۶۹٬۵۷۱ | ۶۲۳٫۸۲ | ۲۷۲   | ۱۹۳۳-۰۲-۰۱ |                                                  |
| کووانا، میه    | ۱۴۰٬۸۱۶ | ۱۳۶٫۶۱ | ۱٬۰۳۱ | ۱۹۳۷-۰۴-۰۱ |                                                  |
| سوزوکا، میه    | ۱۹۷٬۴۳۷ | ۱۹۴٫۶۷ | ۱٬۰۱۴ | ۱۹۴۲-۱۲-۰۱ |                                                  |
| ناباری، میه    | ۸۱٬۱۸۴  | ۱۲۹٫۷۶ | ۶۲۶   | ۱۹۵۴-۰۳-۳۱ | بایگانی‌شده در ۲۲ فوریه ۲۰۰۷ توسط Wayback Machine |
| اوآسه، میه     | ۲۱٬۲۷۲  | ۱۹۳٫۱۶ | ۱۱۰   | ۱۹۵۴-۰۶-۲۰ |                                                  |
| کامه‌یاما، میه  | ۵۰٬۳۰۴  | ۱۹۰٫۹۱ | ۲۶۳   | ۱۹۵۴-۱۰-۰۱ |                                                  |
| توبا، میه      | ۲۲٬۲۸۶  | ۱۰۷٫۹۸ | ۲۰۶   | ۱۹۵۴-۱۱-۰۱ |                                                  |
| اینابه، میه    | ۴۶٬۶۷۶  | ۲۱۹٫۵۸ | ۲۱۳   | ۲۰۰۳-۱۲-۰۱ |                                                  |
| شیما، میه      | ۵۶٬۷۵۸  | ۱۷۹٫۷۰ | ۳۱۶   | ۲۰۰۴-۱۰-۰۱ |                                                  |
| ایگا، میه      | ۹۹٬۶۶۲  | ۵۵۸٫۱۷ | ۱۷۹   | ۲۰۰۴-۱۱-۰۱ |                                                  |
| ایسه، میه      | ۱۳۳٬۵۴۷ | ۲۰۸٫۵۳ | ۶۴۰   | ۲۰۰۵-۱۱-۰۱ |                                                  |
| کومانو، میه    | ۲۰٬۴۷۷  | ۳۷۳٫۶۳ | ۵۴٫۸  | ۲۰۰۵-۱۱-۰۱ |                                                  |
| تسو، میه       | ۲۸۹٬۲۱۵ | ۷۱۰٫۸۱ | ۴۰۷   | ۲۰۰۶-۰۱-۰۱ |                                                  |

## میاگی
- population:2008-01-01[۲۹]

| نام شهر                | جمعیت     | مساحت  | تراکم | تأسیس      | نشانی وبگاه |
| ---------------------- | --------- | ------ | ----- | ---------- | ----------- |
| سندای، میاگی           | ۱٬۰۲۹٬۵۵۲ | ۷۸۳٫۵۴ | ۱٬۳۱۴ | ۱۸۸۹-۰۴-۰۱ |             |
| ایشینوماکی، میاگی      | ۱۶۳٬۸۴۰   | ۵۵۵٫۷۷ | ۲۹۵   | ۱۹۳۳-۰۴-۰۱ |             |
| شیئوگاما، میاگی        | ۵۸٬۰۵۷    | ۱۷٫۸۶  | ۳٬۲۵۱ | ۱۹۴۱-۱۱-۲۳ |             |
| شیروایشی، میاگی        | ۳۸٬۶۲۹    | ۲۸۶٫۴۷ | ۱۳۵   | ۱۹۵۴-۰۴-۰۱ |             |
| ناتوری، میاگی          | ۶۹٬۶۱۰    | ۱۰۰٫۰۶ | ۶۹۶   | ۱۹۵۸-۱۰-۰۱ |             |
| کاکودا، میاگی          | ۳۲٬۵۵۹    | ۱۴۷٫۵۸ | ۲۲۱   | ۱۹۵۸-۱۰-۰۱ |             |
| تاگاجو، میاگی          | ۶۳٬۲۰۰    | ۱۹٫۶۵  | ۳٬۲۱۶ | ۱۹۷۱-۱۱-۰۱ |             |
| ایوانوما، میاگی        | ۴۴٬۵۹۵    | ۶۰٫۷۲  | ۷۳۴   | ۱۹۷۱-۱۱-۰۱ |             |
| تومه، میاگی            | ۸۶٬۹۴۰    | ۵۳۶٫۳۸ | ۱۶۲   | ۲۰۰۵-۰۴-۰۱ |             |
| کوریهارا، میاگی        | ۷۷٬۸۶۲    | ۸۰۴٫۹۳ | ۹۶٫۷  | ۲۰۰۵-۰۴-۰۱ |             |
| هیگاشی‌ماتسوشیما، میاگی | ۴۳٬۲۳۸    | ۱۰۱٫۸۶ | ۴۲۴   | ۲۰۰۵-۰۴-۰۱ |             |
| کسن‌نوما، میاگی         | ۶۴٬۵۷۸    | ۲۲۶٫۶۷ | ۲۸۵   | ۲۰۰۶-۰۳-۳۱ |             |
| اوساکی، میاگی          | ۱۳۷٬۱۶۴   | ۷۹۶٫۷۶ | ۱۷۲   | ۲۰۰۶-۰۳-۳۱ |             |

## میازاکی
- population:2008-01-01[۳۰]

| نام شهر            | جمعیت   | مساحت  | تراکم | تأسیس      | نشانی وبگاه |
| ------------------ | ------- | ------ | ----- | ---------- | ----------- |
| میازاکی            | ۳۶۹٬۴۷۳ | ۵۹۶٫۸۰ | ۶۱۹   | ۱۹۲۴-۰۴-۰۱ |             |
| میاکونوجو، میازاکی | ۱۶۹٬۳۸۴ | ۶۵۳٫۳۱ | ۲۵۹   | ۱۹۲۴-۰۴-۰۱ |             |
| نوبه‌اوکا، میازاکی  | ۱۳۲٬۴۸۰ | ۸۶۷٫۹۷ | ۱۵۳   | ۱۹۳۳-۰۲-۱۱ |             |
| نیچینان، میازاکی   | ۴۳٬۲۶۴  | ۲۹۴٫۴۶ | ۱۴۷   | ۱۹۵۰-۰۱-۰۱ |             |
| کوبایاشی، میازاکی  | ۴۰٬۵۱۴  | ۴۷۴٫۲۳ | ۸۵٫۴  | ۱۹۵۰-۰۴-۰۱ |             |
| هیوگا، میازاکی     | ۶۳٬۰۶۶  | ۳۳۶٫۲۹ | ۱۸۸   | ۱۹۵۱-۰۴-۰۱ |             |
| کوشیما، میازاکی    | ۲۱٬۳۸۶  | ۲۹۴٫۹۶ | ۷۲٫۵  | ۱۹۵۴-۱۱-۰۳ |             |
| سایتو، میازاکی     | ۳۳٬۲۹۰  | ۴۳۸٫۵۶ | ۷۵٫۹  | ۱۹۵۸-۱۱-۰۱ |             |
| ابینو، میازاکی     | ۲۲٬۴۴۵  | ۲۸۳٫۰۰ | ۷۹٫۳  | ۱۹۷۰-۱۲-۰۱ |             |

## ناگانو
- population:2008-01-01[۳۱]

| نام شهر           | جمعیت   | مساحت  | تراکم | تأسیس      | نشانی وبگاه |
| ----------------- | ------- | ------ | ----- | ---------- | ----------- |
| ماتسوموتو، ناگانو | ۲۲۷٬۳۹۲ | ۹۱۹٫۳۵ | ۲۴۷   | ۱۹۰۷-۰۵-۰۱ |             |
| اوکایا، ناگانو    | ۵۳٬۷۲۲  | ۸۵٫۱۴  | ۶۳۱   | ۱۹۳۶-۰۴-۰۱ |             |
| سووا، ناگانو      | ۵۲٬۶۷۱  | ۱۰۹٫۰۶ | ۴۸۳   | ۱۹۴۱-۰۸-۱۰ |             |
| سوزاکا، ناگانو    | ۵۳٬۰۹۷  | ۱۴۹٫۸۴ | ۳۵۴   | ۱۹۵۴-۰۴-۰۱ |             |
| کومورو، ناگانو    | ۴۵٬۳۳۳  | ۹۸٫۶۶  | ۴۵۹   | ۱۹۵۴-۰۴-۰۱ |             |
| کوماگانه، ناگانو  | ۳۴٬۶۹۶  | ۱۶۵٫۹۲ | ۲۰۹   | ۱۹۵۴-۰۷-۰۱ |             |
| اوماچی، ناگانو    | ۳۱٬۲۷۶  | ۵۶۴٫۹۹ | ۵۵٫۴  | ۱۹۵۴-۰۷-۰۱ |             |
| اییاما، ناگانو    | ۲۴٬۱۵۵  | ۲۰۲٫۳۲ | ۱۱۹   | ۱۹۵۴-۰۸-۰۱ |             |
| ایدا، ناگانو      | ۱۰۷٬۱۲۹ | ۶۵۸٫۷۶ | ۱۶۳   | ۱۹۵۶-۰۹-۳۰ |             |
| چینو، ناگانو      | ۵۷٬۳۶۳  | ۲۶۶٫۴۱ | ۲۱۵   | ۱۹۵۸-۰۸-۰۱ |             |
| شیوجیری، ناگانو   | ۶۷٬۷۸۱  | ۲۹۰٫۱۳ | ۲۳۴   | ۱۹۵۹-۰۴-۰۱ |             |
| ناگانو            | ۳۷۸٬۲۰۴ | ۷۳۰٫۸۳ | ۵۱۷   | ۱۹۶۶-۱۰-۱۶ |             |
| چیکوما، ناگانو    | ۶۳٬۳۰۵  | ۱۱۹٫۸۴ | ۵۲۸   | ۲۰۰۳-۰۹-۰۱ |             |
| تومی، ناگانو      | ۳۱٬۲۱۱  | ۱۱۲٫۳۰ | ۲۷۸   | ۲۰۰۴-۰۴-۰۱ |             |
| ناکانو، ناگانو    | ۴۶٬۲۹۵  | ۱۱۲٫۰۶ | ۴۱۳   | ۲۰۰۵-۰۴-۰۱ |             |
| ساکو، ناگانو      | ۱۰۰٬۰۷۷ | ۴۲۳٫۹۹ | ۲۳۶   | ۲۰۰۵-۰۴-۰۱ |             |
| آزومینو، ناگانو   | ۹۷٬۰۸۴  | ۳۳۱٫۸۲ | ۲۹۳   | ۲۰۰۵-۱۰-۰۱ |             |
| اوئدا، ناگانو     | ۱۶۱٬۸۸۷ | ۵۵۲٫۰۰ | ۲۹۳   | ۲۰۰۶-۰۳-۰۶ |             |
| اینا، ناگانو      | ۷۱٬۹۳۷  | ۶۶۷٫۸۱ | ۱۰۸   | ۲۰۰۶-۰۳-۳۱ |             |

## ناگازاکی
- population:2008-01-01[۳۲]

| نام شهر                 | جمعیت   | مساحت  | تراکم | تأسیس      | نشانی وبگاه |
| ----------------------- | ------- | ------ | ----- | ---------- | ----------- |
| ناگازاکی                | ۴۴۸٬۷۹۲ | ۴۰۶٫۳۷ | ۱٬۱۰۴ | ۱۸۸۹-۰۴-۰۱ |             |
| ساسه‌بو، ناگازاکی        | ۲۵۴٬۶۵۰ | ۳۶۴٫۰۰ | ۷۰۰   | ۱۹۰۲-۰۴-۰۱ |             |
| شیمابارا، ناگازاکی      | ۴۸٬۹۵۳  | ۸۲٫۷۷  | ۵۹۱   | ۱۹۴۰-۰۴-۰۱ |             |
| اومورا، ناگازاکی        | ۸۹٬۶۵۰  | ۱۲۶٫۳۴ | ۷۱۰   | ۱۹۴۲-۰۲-۱۱ |             |
| تسوشیما، ناگازاکی       | ۳۶٬۳۴۷  | ۷۰۸٫۸۱ | ۵۱٫۳  | ۲۰۰۴-۰۳-۰۱ |             |
| ایکی، ناگازاکی          | ۳۰٬۳۵۲  | ۱۳۸٫۵۰ | ۲۱۹   | ۲۰۰۴-۰۳-۰۱ |             |
| گوتو، ناگازاکی          | ۴۲٬۴۴۷  | ۴۲۰٫۷۷ | ۱۰۱   | ۲۰۰۴-۰۸-۰۱ |             |
| ایساهایا، ناگازاکی      | ۱۴۲٬۶۳۵ | ۳۱۲٫۲۴ | ۴۵۷   | ۲۰۰۵-۰۳-۰۱ |             |
| سایکای، ناگازاکی        | ۳۲٬۷۳۷  | ۲۴۱٫۹۵ | ۱۳۵   | ۲۰۰۵-۰۴-۰۱ |             |
| هیرادو، ناگازاکی        | ۳۶٬۷۸۵  | ۲۳۵٫۶۳ | ۱۵۶   | ۲۰۰۵-۱۰-۰۱ |             |
| اونزن، ناگازاکی         | ۴۸٬۷۰۱  | ۲۰۶٫۹۲ | ۲۳۵   | ۲۰۰۵-۱۰-۱۱ |             |
| ماتسوئورا، ناگازاکی     | ۲۶٬۰۰۷  | ۱۳۰٫۳۵ | ۲۰۰   | ۲۰۰۶-۰۱-۰۱ |             |
| می‌نامی‌شیمبارا، ناگازاکی | ۵۲٬۳۴۷  | ۱۶۹٫۸۸ | ۳۰۸   | ۲۰۰۶-۰۳-۳۱ |             |

## نارا
- population:2008-01-01[۳۳]

| نام شهر              | جمعیت   | مساحت  | تراکم | تأسیس      | نشانی وبگاه |
| -------------------- | ------- | ------ | ----- | ---------- | ----------- |
| نارا (ژاپن)          | ۳۶۷٬۳۹۳ | ۲۷۶٫۸۴ | ۱٬۳۲۷ | ۱۸۹۸-۰۲-۰۱ |             |
| یاماتوتاکادا، نارا   | ۶۹٬۴۷۳  | ۱۶٫۴۹  | ۴٬۲۱۳ | ۱۹۴۸-۰۱-۰۱ |             |
| یاماتوکوری‌یاما، نارا | ۹۰٬۲۲۳  | ۴۲٫۶۸  | ۲٬۱۱۴ | ۱۹۵۴-۰۱-۰۱ |             |
| تنری، نارا           | ۷۰٬۷۰۲  | ۸۶٫۳۷  | ۸۱۹   | ۱۹۵۴-۰۴-۰۱ |             |
| کاشیهارا، نارا       | ۱۲۴٬۶۷۹ | ۳۹٫۵۲  | ۳٬۱۵۵ | ۱۹۵۶-۰۲-۱۱ |             |
| ساکورای، نارا        | ۶۰٬۶۹۹  | ۹۸٫۹۲  | ۶۱۴   | ۱۹۵۶-۰۹-۰۱ |             |
| گوجو، نارا           | ۳۶٬۰۰۲  | ۲۹۲٫۰۵ | ۱۲۳   | ۱۹۵۷-۱۰-۱۵ |             |
| گوسه، نارا           | ۳۱٬۱۶۰  | ۶۰٫۵۸  | ۵۱۴   | ۱۹۵۸-۰۳-۳۱ |             |
| ایکوما، نارا         | ۱۱۵٬۳۵۹ | ۵۳٫۱۸  | ۲٬۱۶۹ | ۱۹۷۱-۱۱-۰۱ |             |
| کاشیبا، نارا         | ۷۲٬۹۶۷  | ۲۴٫۲۳  | ۳٬۰۱۱ | ۱۹۹۱-۱۰-۰۱ |             |
| کاتسوراگی، نارا      | ۳۵٬۱۹۴  | ۳۳٫۷۳  | ۱٬۰۴۳ | ۲۰۰۴-۱۰-۰۱ |             |
| اودا، نارا           | ۳۵٬۸۹۵  | ۲۴۷٫۶۲ | ۱۴۵   | ۲۰۰۶-۰۱-۰۱ |             |

## نیگاتا
- population:2008-01-01[۳۴]

| نام شهر                | جمعیت   | مساحت  | تراکم | تأسیس      | نشانی وبگاه                                       |
| ---------------------- | ------- | ------ | ----- | ---------- | ------------------------------------------------- |
| نیگاتا                 | ۸۱۳٬۰۵۳ | ۷۲۶٫۱۰ | ۱٬۱۲۰ | ۱۸۸۹-۰۴-۰۱ |                                                   |
| ناگائوکا، نیگاتا       | ۲۸۱٬۲۲۲ | ۸۴۰٫۸۸ | ۳۳۴   | ۱۹۰۶-۰۴-۰۱ |                                                   |
| کاشیوازاکی، نیگاتا     | ۹۳٬۵۰۶  | ۴۴۲٫۷۰ | ۲۱۱   | ۱۹۴۰-۰۷-۰۱ |                                                   |
| شیباتا، نیگاتا         | ۱۰۳٬۴۹۰ | ۵۳۲٫۸۲ | ۱۹۴   | ۱۹۴۷-۰۱-۰۱ |                                                   |
| اوجی‌یا، نیگاتا         | ۳۹٬۳۰۴  | ۱۵۵٫۱۲ | ۲۵۳   | ۱۹۵۴-۰۳-۱۰ |                                                   |
| کامو، نیگاتا           | ۳۰٬۸۰۰  | ۱۳۳٫۶۸ | ۲۳۰   | ۱۹۵۴-۰۳-۱۰ |                                                   |
| میتسوکه، نیگاتا        | ۴۲٬۱۳۹  | ۷۷٫۹۶  | ۵۴۱   | ۱۹۵۴-۰۳-۳۱ |                                                   |
| موراکامی، نیگاتا       | ۳۰٬۱۹۷  | ۱۴۲٫۱۲ | ۲۱۲   | ۱۹۵۴-۰۳-۳۱ |                                                   |
| میوکو، نیگاتا          | ۳۶٬۸۳۷  | ۴۴۵٫۵۲ | ۸۲٫۷  | ۱۹۵۴-۱۱-۰۱ |                                                   |
| جوئتسو، نیگاتا         | ۲۰۶٬۱۷۵ | ۹۷۳٫۳۲ | ۲۱۲   | ۱۹۷۱-۰۴-۲۹ |                                                   |
| سادو، نیگاتا           | ۶۵٬۰۳۷  | ۸۵۵٫۲۶ | ۷۶٫۰  | ۲۰۰۴-۰۳-۰۱ |                                                   |
| آگانو، نیگاتا          | ۴۶٬۱۵۸  | ۱۹۲٫۷۲ | ۲۴۰   | ۲۰۰۴-۰۴-۰۱ |                                                   |
| اوئونوما، نیگاتا       | ۴۲٬۳۳۴  | ۹۴۶٫۹۳ | ۴۴٫۷  | ۲۰۰۴-۱۱-۰۱ |                                                   |
| می‌نامی‌اوئونوما، نیگاتا | ۶۲٬۵۱۸  | ۵۸۴٫۸۲ | ۱۰۷   | ۲۰۰۴-۱۱-۰۱ |                                                   |
| ایتویی‌گاوا، نیگاتا     | ۴۸٬۶۵۳  | ۷۴۶٫۲۴ | ۶۵٫۲  | ۲۰۰۵-۰۳-۱۹ |                                                   |
| توکاماچی، نیگاتا       | ۶۰٬۴۸۰  | ۵۸۹٫۹۲ | ۱۰۳   | ۲۰۰۵-۰۴-۰۱ | بایگانی‌شده در ۲۹ ژانویه ۲۰۱۶ توسط Wayback Machine |
| سانجو، نیگاتا          | ۱۰۳٬۱۹۹ | ۴۳۲٫۰۱ | ۲۳۹   | ۲۰۰۵-۰۵-۰۱ |                                                   |
| تاینای، نیگاتا         | ۳۲٬۱۶۵  | ۲۶۵٫۱۸ | ۱۲۱   | ۲۰۰۵-۰۹-۰۱ |                                                   |
| گوسن، نیگاتا           | ۵۵٬۹۳۶  | ۳۵۱٫۸۷ | ۱۵۹   | ۲۰۰۶-۰۱-۰۱ |                                                   |
| تسوبامه، نیگاتا        | ۸۲٬۹۱۰  | ۱۱۰٫۸۸ | ۷۴۸   | ۲۰۰۶-۰۳-۲۰ |                                                   |

## اوئیتا
- population:2008-01-01[۳۵]

| نام شهر             | جمعیت   | مساحت  | تراکم | تأسیس      | نشانی وبگاه |
| ------------------- | ------- | ------ | ----- | ---------- | ----------- |
| اوئیتا              | ۴۶۷٬۲۶۷ | ۵۰۱٫۲۵ | ۹۳۲   | ۱۹۱۱-۰۴-۰۱ |             |
| بپو، اوئیتا         | ۱۲۷٬۳۴۵ | ۱۲۵٫۱۵ | ۱٬۰۱۸ | ۱۹۲۴-۰۴-۰۱ |             |
| ناکاتسو، اوئیتا     | ۸۴٬۱۷۹  | ۴۹۱٫۰۹ | ۱۷۱   | ۱۹۲۹-۰۴-۲۰ |             |
| هیتا، اوئیتا        | ۷۲٬۶۰۱  | ۶۶۶٫۱۹ | ۱۰۹   | ۱۹۴۰-۱۲-۱۱ |             |
| سایکی، اوئیتا       | ۷۸٬۶۷۵  | ۹۰۳٫۴۴ | ۸۷٫۱  | ۱۹۴۱-۰۴-۲۹ |             |
| اوسوکی، اوئیتا      | ۴۲٬۴۶۴  | ۲۹۱٫۰۷ | ۱۴۶   | ۱۹۵۰-۰۴-۰۱ |             |
| تسوکومی، اوئیتا     | ۲۰٬۵۶۱  | ۷۹٫۵۳  | ۲۵۹   | ۱۹۵۱-۰۴-۰۱ |             |
| تاکه‌تا، اوئیتا      | ۲۵٬۴۴۹  | ۴۷۷٫۵۹ | ۵۳٫۳  | ۱۹۵۴-۰۳-۳۱ |             |
| بونگوتاکادا، اوئیتا | ۲۴٬۴۸۴  | ۲۰۶٫۶۴ | ۱۱۸   | ۱۹۵۴-۰۵-۳۱ |             |
| اوسا، اوئیتا        | ۵۹٬۹۷۱  | ۴۳۹٫۱۲ | ۱۳۷   | ۱۹۶۷-۰۴-۰۱ |             |
| بونگو-اونو، اوئیتا  | ۴۰٬۴۰۹  | ۶۰۳٫۳۶ | ۶۷٫۰  | ۲۰۰۵-۰۳-۳۱ |             |
| کیتسوکی، اوئیتا     | ۳۳٬۴۶۵  | ۲۸۰٫۰۱ | ۱۲۰   | ۲۰۰۵-۱۰-۰۱ |             |
| یوفو، اوئیتا        | ۳۵٬۲۹۸  | ۳۱۹٫۱۶ | ۱۱۱   | ۲۰۰۵-۱۰-۰۱ |             |
| کونی‌ساکی، اوئیتا    | ۳۳٬۴۷۳  | ۳۱۷٫۸۱ | ۱۰۵   | ۲۰۰۶-۰۳-۳۱ |             |

## اوکایاما
- population:2008-01-01[۳۶]

| نام شهر            | جمعیت   | مساحت  | تراکم | تأسیس      | نشانی وبگاه |
| ------------------ | ------- | ------ | ----- | ---------- | ----------- |
| اوکایاما           | ۷۰۱٬۲۹۳ | ۷۸۹٫۹۱ | ۸۸۷   | ۱۸۸۹-۰۶-۰۱ |             |
| کوراشیکی، اوکایاما | ۴۷۲٬۴۵۲ | ۳۵۴٫۷۱ | ۱٬۳۳۲ | ۱۹۲۸-۰۴-۰۱ |             |
| تسویاما، اوکایاما  | ۱۰۹٬۴۹۳ | ۵۰۶٫۳۶ | ۲۱۶   | ۱۹۲۹-۰۲-۱۱ |             |
| تامانو، اوکایاما   | ۶۵٬۷۲۳  | ۱۰۳٫۶۳ | ۶۳۴   | ۱۹۴۰-۰۸-۰۳ |             |
| کاسائوکا، اوکایاما | ۵۵٬۹۸۷  | ۱۳۶٫۰۳ | ۴۱۲   | ۱۹۵۲-۰۴-۰۱ |             |
| ایبارا، اوکایاما   | ۴۴٬۴۲۳  | ۲۴۳٫۳۶ | ۱۸۳   | ۱۹۵۳-۰۴-۰۱ |             |
| سوجا، اوکایاما     | ۶۶٬۷۸۹  | ۲۱۲٫۰۰ | ۳۱۵   | ۱۹۵۴-۰۳-۳۱ |             |
| تاکاهاشی، اوکایاما | ۳۷٬۵۷۳  | ۵۴۷٫۰۱ | ۶۸٫۷  | ۱۹۵۴-۰۵-۰۱ |             |
| نی‌ایمی، اوکایاما   | ۳۵٬۰۲۲  | ۷۹۳٫۲۷ | ۴۴٫۱  | ۱۹۵۴-۰۶-۰۱ |             |
| بیزن، اوکایاما     | ۳۹٬۱۱۷  | ۲۵۸٫۲۳ | ۱۵۱   | ۱۹۷۱-۰۴-۰۱ |             |
| ستوئوچی، اوکایاما  | ۳۸٬۶۴۵  | ۱۲۵٫۵۳ | ۳۰۸   | ۲۰۰۴-۱۱-۰۱ |             |
| آکایوا، اوکایاما   | ۴۳٬۷۴۲  | ۲۰۹٫۴۳ | ۲۰۹   | ۲۰۰۵-۰۳-۰۷ |             |
| مانیوا، اوکایاما   | ۵۰٬۴۰۵  | ۸۲۸٫۴۳ | ۶۰٫۸  | ۲۰۰۵-۰۳-۳۱ |             |
| میماساکا، اوکایاما | ۳۱٬۵۵۰  | ۴۲۹٫۱۹ | ۷۳٫۵  | ۲۰۰۵-۰۳-۳۱ |             |
| آساکوچی، اوکایاما  | ۳۷٬۱۰۸  | ۶۶٫۴۶  | ۵۵۸   | ۲۰۰۶-۰۳-۲۱ |             |

## اوکیناوا
- population:2008-01-01[۳۷]

| نام شهر              | جمعیت   | مساحت  | تراکم | تأسیس      | نشانی وبگاه                                     |
| -------------------- | ------- | ------ | ----- | ---------- | ----------------------------------------------- |
| ناها، اوکیناوا       | ۳۱۴٬۱۶۲ | ۳۹٫۲۳  | ۷٬۹۶۳ | ۱۹۲۱-۰۵-۲۰ |                                                 |
| ایشیگاکی، اوکیناوا   | ۴۶٬۴۸۹  | ۲۲۹٫۰۰ | ۱۹۵   | ۱۹۴۷-۰۷-۱۰ |                                                 |
| گینووان، اوکیناوا    | ۹۱٬۲۳۳  | ۱۹٫۷۰  | ۴٬۵۶۹ | ۱۹۶۲-۰۷-۰۱ | بایگانی‌شده در ۱۸ مارس ۲۰۱۰ توسط Wayback Machine |
| اوراسوئه، اوکیناوا   | ۱۰۸٬۰۵۲ | ۱۹٫۰۹  | ۵٬۵۱۶ | ۱۹۷۰-۰۷-۰۱ |                                                 |
| ناگو، اوکیناوا       | ۶۰٬۵۹۸  | ۲۱۰٫۳۰ | ۲۷۸   | ۱۹۷۰-۰۸-۰۱ |                                                 |
| ایتومان، اوکیناوا    | ۵۶٬۱۷۱  | ۴۶٫۶۳  | ۱٬۲۰۰ | ۱۹۷۱-۱۲-۰۱ |                                                 |
| اوکیناوا             | ۱۲۸٬۴۲۱ | ۴۹٫۰۰  | ۲٬۵۶۵ | ۱۹۷۴-۰۴-۰۱ |                                                 |
| تومیگوسوکو، اوکیناوا | ۵۴٬۵۸۶  | ۱۹٫۴۵  | ۲٬۷۵۱ | ۲۰۰۲-۰۴-۰۱ |                                                 |
| اوروما، اوکیناوا     | ۱۱۴٬۰۸۷ | ۸۶٫۰۳  | ۱٬۳۱۳ | ۲۰۰۵-۰۴-۰۱ |                                                 |
| میاکوجیما، اوکیناوا  | ۵۲٬۷۷۷  | ۲۰۴٫۵۴ | ۲۷۵   | ۲۰۰۵-۱۰-۰۱ |                                                 |
| نانجو، اوکیناوا      | ۳۹٬۴۵۸  | ۴۹٫۷۰  | ۸۱۹   | ۲۰۰۶-۰۱-۰۱ |                                                 |

## اوساکا
- population:2008-01-01[۳۸]

| نام شهر              | جمعیت     | مساحت  | تراکم  | تأسیس      | نشانی وبگاه                                    |
| -------------------- | --------- | ------ | ------ | ---------- | ---------------------------------------------- |
| اوساکا               | ۲٬۶۴۵٬۳۰۵ | ۲۲۲٫۳۰ | ۱۱٬۹۰۰ | ۱۸۸۹-۰۴-۰۱ |                                                |
| ساکای                | ۸۳۵٬۳۳۳   | ۱۴۹٫۹۹ | ۵٬۵۶۹  | ۱۸۸۹-۰۴-۰۱ |                                                |
| کیشی‌وادا، اوساکا     | ۲۰۰٬۵۳۸   | ۷۲٫۲۴  | ۲٬۷۷۶  | ۱۹۲۲-۱۱-۰۱ |                                                |
| تویوناکا، اوساکا     | ۳۸۷٬۲۶۹   | ۳۶٫۳۸  | ۱۰٬۶۴۵ | ۱۹۳۶-۱۰-۱۵ |                                                |
| ایکه‌دا، اوساکا       | ۱۰۴٬۴۲۶   | ۲۲٫۰۹  | ۴٬۷۲۷  | ۱۹۳۹-۰۴-۲۹ |                                                |
| سوئیتا، اوساکا       | ۳۵۴٬۶۰۰   | ۳۶٫۱۱  | ۹٬۸۲۰  | ۱۹۴۰-۰۴-۰۱ |                                                |
| ایزومی‌اوتسو، اوساکا  | ۷۸٬۰۱۴    | ۱۲٫۸۰  | ۶٬۰۹۵  | ۱۹۴۲-۰۴-۰۱ |                                                |
| تاکاتسوکی، اوساکا    | ۳۵۴٬۲۲۸   | ۱۰۵٫۳۱ | ۳٬۳۶۴  | ۱۹۴۳-۰۱-۰۱ |                                                |
| کایزوکا، اوساکا      | ۹۰٬۴۴۷    | ۴۳٫۹۹  | ۲٬۰۵۶  | ۱۹۴۳-۰۵-۰۱ |                                                |
| موریگوچی، اوساکا     | ۱۴۶٬۲۹۴   | ۱۲٫۷۳  | ۱۱٬۴۹۲ | ۱۹۴۶-۱۱-۰۱ |                                                |
| هیراکاتا، اوساکا     | ۴۰۶٬۲۰۱   | ۶۵٫۰۸  | ۶٬۲۴۲  | ۱۹۴۷-۰۸-۰۱ |                                                |
| ایباراکی، اوساکا     | ۲۷۲٬۲۴۰   | ۷۶٫۵۲  | ۳٬۵۵۸  | ۱۹۴۸-۰۱-۰۱ |                                                |
| یائو، اوساکا         | ۲۷۳٬۲۴۴   | ۴۱٫۷۱  | ۶٬۵۵۱  | ۱۹۴۸-۰۴-۰۱ |                                                |
| ایزومی‌سانو، اوساکا   | ۹۹٬۶۳۶    | ۵۵٫۰۳  | ۱٬۸۱۱  | ۱۹۴۸-۰۴-۰۱ |                                                |
| توندابایاشی، اوساکا  | ۱۲۲٬۲۰۵   | ۳۹٫۶۶  | ۳٬۰۸۱  | ۱۹۵۰-۰۴-۰۱ |                                                |
| نه‌یاگاوا، اوساکا     | ۲۳۹٬۰۲۹   | ۲۴٫۷۳  | ۹٬۶۶۶  | ۱۹۵۱-۰۵-۰۳ |                                                |
| کاواچی‌ناگانو، اوساکا | ۱۱۴٬۴۲۸   | ۱۰۹٫۶۱ | ۱٬۰۴۴  | ۱۹۵۴-۰۴-۰۱ |                                                |
| ماتسوبارا، اوساکا    | ۱۲۵٬۲۷۴   | ۱۶٫۶۶  | ۷٬۵۱۹  | ۱۹۵۵-۰۲-۰۱ |                                                |
| دایتو، اوساکا        | ۱۲۵٬۸۴۷   | ۱۸٫۲۷  | ۶٬۸۸۸  | ۱۹۵۶-۰۴-۰۱ |                                                |
| ایزومی، اوساکا       | ۱۷۹٬۳۵۲   | ۸۴٫۹۸  | ۲٬۱۱۰  | ۱۹۵۶-۰۹-۰۱ |                                                |
| مینو، اوساکا         | ۱۲۷٬۷۵۷   | ۴۷٫۸۴  | ۲٬۶۷۱  | ۱۹۵۶-۱۲-۰۱ |                                                |
| کاشی‌وارا، اوساکا     | ۷۵٬۸۷۵    | ۲۵٫۳۹  | ۲٬۹۸۸  | ۱۹۵۸-۱۰-۰۱ |                                                |
| هابی‌کینو، اوساکا     | ۱۱۸٬۲۸۱   | ۲۶٫۴۴  | ۴٬۴۷۴  | ۱۹۵۹-۰۱-۱۵ |                                                |
| کادوما، اوساکا       | ۱۳۰٬۰۲۶   | ۱۲٫۲۸  | ۱۰٬۵۸۸ | ۱۹۶۳-۰۸-۰۱ |                                                |
| ستسو، اوساکا         | ۸۴٬۳۳۰    | ۱۴٫۸۸  | ۵٬۶۶۷  | ۱۹۶۶-۱۱-۰۱ |                                                |
| تاکایشی، اوساکا      | ۶۰٬۰۷۷    | ۱۱٫۳۵  | ۵٬۲۹۳  | ۱۹۶۶-۱۱-۰۱ |                                                |
| فوجی‌ایدرا، اوساکا    | ۶۵٬۸۹۲    | ۸٫۸۹   | ۷٬۴۱۲  | ۱۹۶۶-۱۱-۰۱ |                                                |
| هیگاشی‌اوساکا، اوساکا | ۵۰۹٬۱۵۷   | ۶۱٫۸۱  | ۸٬۲۳۷  | ۱۹۶۷-۰۲-۰۱ |                                                |
| سن‌نان، اوساکا        | ۶۴٬۹۱۶    | ۴۸٫۴۸  | ۱٬۳۳۹  | ۱۹۷۰-۰۷-۰۱ |                                                |
| شیجوناواته، اوساکا   | ۵۷٬۲۳۹    | ۱۸٫۷۴  | ۳٬۰۵۴  | ۱۹۷۰-۰۷-۰۱ |                                                |
| کاتانو، اوساکا       | ۷۷٬۸۵۳    | ۲۵٫۵۵  | ۳٬۰۴۷  | ۱۹۷۱-۱۱-۰۳ |                                                |
| اوساکاسایاما، اوساکا | ۵۸٬۶۶۱    | ۱۱٫۸۶  | ۴٬۹۴۶  | ۱۹۸۷-۱۰-۰۱ |                                                |
| هان‌نان، اوساکا       | ۵۶٬۸۵۳    | ۳۶٫۱۰  | ۱٬۵۷۵  | ۱۹۹۱-۱۰-۰۱ | بایگانی‌شده در ۴ مارس ۲۰۰۷ توسط Wayback Machine |

## ساگا
- population:2008-01-01[۳۹]

| نام شهر       | جمعیت   | مساحت  | تراکم | تأسیس      | نشانی وبگاه |
| ------------- | ------- | ------ | ----- | ---------- | ----------- |
| توسو، ساگا    | ۶۶٬۸۴۲  | ۷۱٫۷۳  | ۹۳۲   | ۱۹۵۴-۰۴-۰۱ |             |
| ایماری، ساگا  | ۵۷٬۶۰۴  | ۲۵۴٫۹۹ | ۲۲۶   | ۱۹۵۴-۰۴-۰۱ |             |
| کاشیما، ساگا  | ۳۱٬۳۲۶  | ۱۱۲٫۱۰ | ۲۷۹   | ۱۹۵۴-۰۴-۰۱ |             |
| تاکو، ساگا    | ۲۲٬۱۶۵  | ۹۶٫۹۳  | ۲۲۹   | ۱۹۵۴-۰۵-۰۱ |             |
| کاراتسو، ساگا | ۱۲۹٬۱۹۴ | ۴۸۷٫۴۵ | ۲۶۵   | ۲۰۰۵-۰۱-۰۱ |             |
| اوگی، ساگا    | ۴۵٬۵۱۶  | ۹۵٫۸۵  | ۴۷۵   | ۲۰۰۵-۰۳-۰۱ |             |
| ساگا          | ۲۳۹٬۹۳۲ | ۴۳۱٫۴۲ | ۵۵۶   | ۲۰۰۵-۱۰-۰۱ |             |
| اورشینو، ساگا | ۲۹٬۶۴۴  | ۱۲۶٫۵۱ | ۲۳۴   | ۲۰۰۶-۰۱-۰۱ |             |
| تاکه‌ئو، ساگا  | ۵۰٬۷۸۸  | ۱۹۵٫۴۴ | ۲۶۰   | ۲۰۰۶-۰۳-۰۱ |             |
| کانزاکی، ساگا | ۳۳٬۴۴۹  | ۱۲۵٫۰۱ | ۲۶۸   | ۲۰۰۶-۰۳-۲۰ |             |

## سایتاما
- population:2008-01-01[۴۰]

| نام شهر                  | جمعیت     | مساحت  | تراکم  | تأسیس      | نشانی وبگاه                                      |
| ------------------------ | --------- | ------ | ------ | ---------- | ------------------------------------------------ |
| کاواگوئه، سایتاما        | ۳۳۵٬۶۹۳   | ۱۰۹٫۱۶ | ۳٬۰۷۵  | ۱۹۲۲-۱۲-۰۱ |                                                  |
| کاواگوچی، سایتاما        | ۴۹۲٬۶۷۵   | ۵۵٫۷۵  | ۸٬۸۳۷  | ۱۹۳۳-۰۴-۰۱ |                                                  |
| گیودا، سایتاما           | ۸۷٬۴۶۲    | ۶۷٫۳۷  | ۱٬۲۹۸  | ۱۹۴۹-۰۵-۰۳ |                                                  |
| چیچیبو، سایتاما          | ۶۹٬۱۳۹    | ۵۷۷٫۶۹ | ۱۲۰    | ۱۹۵۰-۰۴-۰۱ |                                                  |
| توکوروزاوا، سایتاما      | ۳۳۸٬۵۶۰   | ۷۱٫۹۹  | ۴٬۷۰۳  | ۱۹۵۰-۱۱-۰۳ |                                                  |
| هان‌نو، سایتاما           | ۸۴٬۰۵۳    | ۱۹۳٫۱۶ | ۴۳۵    | ۱۹۵۴-۰۱-۰۱ |                                                  |
| کازو، سایتاما            | ۶۷٬۸۶۲    | ۵۹٫۴۰  | ۱٬۱۴۲  | ۱۹۵۴-۰۵-۰۳ |                                                  |
| هیگاشی‌ماتسویاما، سایتاما | ۹۰٬۸۴۰    | ۶۵٫۳۳  | ۱٬۳۹۰  | ۱۹۵۴-۰۷-۰۱ |                                                  |
| سایاما، سایتاما          | ۱۵۶٬۶۳۴   | ۴۹٫۰۴  | ۳٬۱۹۴  | ۱۹۵۴-۰۷-۰۱ |                                                  |
| هانیو، سایتاما           | ۵۶٬۸۲۰    | ۵۸٫۵۵  | ۹۷۰    | ۱۹۵۴-۰۹-۰۱ |                                                  |
| کوئون‌اوسو، سایتاما       | ۱۱۹٬۷۶۸   | ۶۷٫۴۹  | ۱٬۷۷۵  | ۱۹۵۴-۰۹-۳۰ |                                                  |
| آگه‌ئو، سایتاما           | ۲۲۲٬۴۷۹   | ۴۵٫۵۵  | ۴٬۸۸۴  | ۱۹۵۸-۰۷-۱۵ |                                                  |
| سوکا، سایتاما            | ۲۳۷٬۹۶۴   | ۲۷٫۴۲  | ۸٬۶۷۸  | ۱۹۵۸-۱۱-۰۱ |                                                  |
| کوشیگایا، سایتاما        | ۳۱۸٬۵۹۲   | ۶۰٫۳۱  | ۵٬۲۸۳  | ۱۹۵۸-۱۱-۰۳ |                                                  |
| وارابی، سایتاما          | ۷۰٬۴۱۰    | ۵٫۱۰   | ۱۳٬۸۰۶ | ۱۹۵۹-۰۴-۰۱ |                                                  |
| تودا، سایتاما            | ۱۱۸٬۵۹۱   | ۱۸٫۱۷  | ۶٬۵۲۷  | ۱۹۶۶-۱۰-۰۱ |                                                  |
| ایروما، سایتاما          | ۱۴۸٬۲۰۳   | ۴۴٫۷۴  | ۳٬۳۱۳  | ۱۹۶۶-۱۱-۰۱ |                                                  |
| هاتوگایا، سایتاما        | ۶۰٬۲۰۸    | ۶٫۲۲   | ۹٬۶۸۰  | ۱۹۶۷-۰۳-۰۱ |                                                  |
| آساکا، سایتاما           | ۱۲۶٬۹۰۲   | ۱۸٫۳۸  | ۶٬۹۰۴  | ۱۹۶۷-۰۳-۱۵ |                                                  |
| شیکی، سایتاما            | ۶۸٬۵۳۱    | ۹٫۰۶   | ۷٬۵۶۴  | ۱۹۷۰-۱۰-۲۶ |                                                  |
| واکو، سایتاما            | ۷۸٬۵۷۵    | ۱۱٫۰۴  | ۷٬۱۱۷  | ۱۹۷۰-۱۰-۳۱ |                                                  |
| نی‌ایزا، سایتاما          | ۱۵۵٬۹۲۶   | ۲۲٫۸۰  | ۶٬۸۳۹  | ۱۹۷۰-۱۱-۰۱ |                                                  |
| اوکه‌گاوا، سایتاما        | ۷۴٬۷۰۳    | ۲۵٫۲۶  | ۲٬۹۵۷  | ۱۹۷۰-۱۱-۰۳ | [ ۴۱ ]                                           |
| کوکی، سایتاما            | ۷۱٬۶۶۷    | ۲۵٫۳۵  | ۲٬۸۲۷  | ۱۹۷۱-۱۰-۰۱ |                                                  |
| کیتاموتو، سایتاما        | ۶۹٬۹۰۳    | ۱۹٫۸۴  | ۳٬۵۲۳  | ۱۹۷۱-۱۱-۰۳ |                                                  |
| یاشیئو، سایتاما          | ۷۸٬۶۰۱    | ۱۸٫۰۳  | ۴٬۳۵۹  | ۱۹۷۲-۰۱-۱۵ |                                                  |
| فوجیمی، سایتاما          | ۱۰۵٬۲۸۶   | ۱۹٫۷۰  | ۵٬۳۴۴  | ۱۹۷۲-۰۴-۱۰ |                                                  |
| میساتو، سایتاما          | ۱۲۸٬۹۵۶   | ۳۰٫۱۶  | ۴٬۲۷۶  | ۱۹۷۲-۰۵-۰۳ |                                                  |
| هاسودا، سایتاما          | ۶۳٬۳۷۵    | ۲۷٫۲۷  | ۲٬۳۲۴  | ۱۹۷۲-۱۰-۰۱ |                                                  |
| ساکادو، سایتاما          | ۹۹٬۶۸۰    | ۴۰٫۹۷  | ۲٬۴۳۳  | ۱۹۷۶-۰۹-۰۱ |                                                  |
| ساته، سایتاما            | ۵۳٬۴۸۵    | ۳۳٫۹۵  | ۱٬۵۷۵  | ۱۹۸۶-۱۰-۰۱ | بایگانی‌شده در ۱۹ فوریه ۲۰۰۷ توسط Wayback Machine |
| تسوروگاشیما، سایتاما     | ۷۰٬۱۳۱    | ۱۷٫۷۳  | ۳٬۹۵۵  | ۱۹۹۱-۰۹-۰۱ |                                                  |
| هیداکه، سایتاما          | ۵۵٬۴۵۴    | ۴۷٫۵۰  | ۱٬۱۶۷  | ۱۹۹۱-۱۰-۰۱ |                                                  |
| یوشیکاوا، سایتاما        | ۶۳٬۰۵۰    | ۳۱٫۶۲  | ۱٬۹۹۴  | ۱۹۹۶-۰۴-۰۱ |                                                  |
| سایتاما                  | ۱٬۱۹۲٬۴۱۸ | ۲۱۷٫۴۹ | ۵٬۴۸۳  | ۲۰۰۱-۰۵-۰۱ |                                                  |
| کوماگایا، سایتاما        | ۲۰۴٬۸۵۳   | ۱۵۹٫۸۸ | ۱٬۲۸۱  | ۲۰۰۵-۱۰-۰۱ |                                                  |
| کاسوکابه، سایتاما        | ۲۳۶٬۸۵۴   | ۶۵٫۹۸  | ۳٬۵۹۰  | ۲۰۰۵-۱۰-۰۱ |                                                  |
| فوجیمینو، سایتاما        | ۱۰۳٬۷۲۴   | ۱۴٫۶۷  | ۷٬۰۷۰  | ۲۰۰۵-۱۰-۰۱ |                                                  |
| فوکایا، سایتاما          | ۱۴۶٬۱۲۸   | ۱۳۷٫۵۸ | ۱٬۰۶۲  | ۲۰۰۶-۰۱-۰۱ |                                                  |
| هونجو، سایتاما           | ۸۱٬۸۰۵    | ۸۹٫۷۱  | ۹۱۲    | ۲۰۰۶-۰۱-۱۰ |                                                  |

## شیگا
- population:2008-01-01[۴۲]

| نام شهر           | جمعیت   | مساحت  | تراکم | تأسیس      | نشانی وبگاه |
| ----------------- | ------- | ------ | ----- | ---------- | ----------- |
| اتسو، شیگا        | ۳۲۹٬۰۲۴ | ۴۶۴٫۱۰ | ۷۰۹   | ۱۸۹۸-۱۰-۰۱ |             |
| هیکونه، شیگا      | ۱۱۰٬۹۴۵ | ۱۹۶٫۸۴ | ۵۶۴   | ۱۹۳۷-۰۲-۱۱ |             |
| اومیهاچیمان، شیگا | ۶۹٬۱۱۶  | ۱۵۳٫۰۹ | ۴۵۱   | ۱۹۵۴-۰۳-۳۱ |             |
| کوساتسو، شیگا     | ۱۲۳٬۵۱۲ | ۶۷٫۹۲  | ۱٬۸۱۸ | ۱۹۵۴-۱۰-۱۵ |             |
| موری‌یاما، شیگا    | ۷۴٬۲۶۳  | ۵۴٫۸۱  | ۱٬۳۵۵ | ۱۹۷۰-۰۷-۰۱ |             |
| ریتو، شیگا        | ۶۲٬۳۵۳  | ۵۲٫۷۵  | ۱٬۱۸۲ | ۲۰۰۱-۱۰-۰۱ |             |
| کوکا، شیگا        | ۹۴٬۰۰۷  | ۴۸۱٫۶۹ | ۱۹۵   | ۲۰۰۴-۱۰-۰۱ |             |
| یاسو، شیگا        | ۴۹٬۸۲۱  | ۸۱٫۰۷  | ۶۱۵   | ۲۰۰۴-۱۰-۰۱ |             |
| کونان، شیگا       | ۵۵٬۱۴۴  | ۷۰٫۴۹  | ۷۸۲   | ۲۰۰۴-۱۰-۰۱ |             |
| تاکاشیما، شیگا    | ۵۲٬۹۶۷  | ۶۹۳٫۰۰ | ۷۶٫۴  | ۲۰۰۵-۰۱-۰۱ |             |
| هیگاشی‌اومی، شیگا  | ۱۱۷٬۴۸۷ | ۳۸۸٫۵۸ | ۳۰۲   | ۲۰۰۵-۰۲-۱۱ |             |
| مایبارا، شیگا     | ۴۰٬۷۵۷  | ۲۵۰٫۴۶ | ۱۶۳   | ۲۰۰۵-۰۲-۱۴ |             |
| ناگاهاما، شیگا    | ۸۳٬۵۵۵  | ۲۴۷٫۰۱ | ۳۳۸   | ۲۰۰۶-۰۲-۱۳ |             |

## شیمانه
- population:2008-01-01[۴۳]

| نام شهر        | جمعیت   | مساحت  | تراکم | تأسیس      | نشانی وبگاه |
| -------------- | ------- | ------ | ----- | ---------- | ----------- |
| ماتسوئه        | ۱۹۵٬۸۷۵ | ۵۳۰٫۲۷ | ۳۶۹   | ۱۸۸۹-۰۴-۰۱ |             |
| ایزومو         | ۱۴۶٬۱۱۵ | ۵۴۳٫۴۸ | ۲۶۹   | ۱۹۴۱-۱۱-۰۳ |             |
| ماسودا، شیمانه | ۵۰٬۹۸۰  | ۷۳۳٫۱۶ | ۶۹٫۵  | ۱۹۵۲-۰۸-۰۱ | [ ۴۴ ]      |
| یاسوگی، شیمانه | ۴۲٬۹۹۷  | ۴۲۰٫۹۷ | ۱۰۲   | ۱۹۵۴-۰۴-۰۱ |             |
| گوتسو، شیمانه  | ۲۶٬۹۵۸  | ۲۶۸٫۵۱ | ۱۰۰   | ۱۹۵۴-۰۴-۰۱ |             |
| اون‌نان، شیمانه | ۴۳٬۲۶۹  | ۵۵۳٫۳۷ | ۷۸٫۲  | ۲۰۰۴-۱۱-۰۱ |             |
| هامادا، شیمانه | ۶۱٬۳۲۵  | ۶۸۹٫۶۰ | ۸۸٫۹  | ۲۰۰۵-۱۰-۰۱ |             |
| اودا، شیمانه   | ۳۹٬۵۹۳  | ۴۳۶٫۱۱ | ۹۰٫۸  | ۲۰۰۵-۱۰-۰۱ |             |

## شیزوئوکا
- population:2008-01-01[۴۵]

| نام شهر              | جمعیت   | مساحت    | تراکم | تأسیس      | نشانی وبگاه |
| -------------------- | ------- | -------- | ----- | ---------- | ----------- |
| شیزوئوکا             | ۷۱۰٬۹۴۴ | ۱٬۳۸۸٫۷۸ | ۵۱۲   | ۱۸۸۹-۰۴-۰۱ |             |
| هاماماتسو، شیزوئوکا  | ۸۱۱٬۴۳۱ | ۱٬۵۱۱٫۱۷ | ۵۳۷   | ۱۹۱۱-۰۷-۰۱ |             |
| نومازو، شیزوئوکا     | ۲۰۶٬۸۱۸ | ۱۸۷٫۱۱   | ۱٬۱۰۵ | ۱۹۲۳-۰۷-۰۱ |             |
| آتامی، شیزوئوکا      | ۴۰٬۵۲۴  | ۶۱٫۵۶    | ۶۵۸   | ۱۹۳۷-۰۴-۱۰ |             |
| میشیما، شیزوئوکا     | ۱۱۲٬۳۲۰ | ۶۲٫۱۳    | ۱٬۸۰۸ | ۱۹۴۱-۰۴-۲۹ |             |
| فوجی‌نومیا، شیزوئوکا  | ۱۲۲٬۱۲۲ | ۳۱۴٫۸۱   | ۳۸۸   | ۱۹۴۲-۰۶-۰۱ |             |
| ایتو، شیزوئوکا       | ۷۲٬۰۳۸  | ۱۲۴٫۱۳   | ۵۸۰   | ۱۹۴۷-۰۸-۱۰ |             |
| شیمادا، شیزوئوکا     | ۹۵٬۷۶۲  | ۱۹۵٫۴۰   | ۴۹۰   | ۱۹۴۸-۰۱-۰۱ |             |
| ایواتا، شیزوئوکا     | ۱۷۲٬۵۸۳ | ۱۶۴٫۰۸   | ۱٬۰۵۲ | ۱۹۴۸-۰۴-۰۱ |             |
| یایزو، شیزوئوکا      | ۱۲۰٬۳۳۱ | ۴۶٫۰۱    | ۲٬۶۱۵ | ۱۹۵۱-۰۳-۰۱ |             |
| کاکه‌گاوا، شیزوئوکا   | ۱۱۸٬۶۶۰ | ۲۶۵٫۶۳   | ۴۴۷   | ۱۹۵۴-۰۳-۳۱ |             |
| فوجی‌ئدا، شیزوئوکا    | ۱۲۹٬۶۳۷ | ۱۴۰٫۷۴   | ۹۲۱   | ۱۹۵۴-۰۳-۳۱ |             |
| گوتنبا، شیزوئوکا     | ۸۸٬۰۷۸  | ۱۹۴٫۶۳   | ۴۵۳   | ۱۹۵۵-۰۲-۱۱ |             |
| فوکورویی، شیزوئوکا   | ۸۵٬۱۶۳  | ۱۰۸٫۵۶   | ۷۸۴   | ۱۹۵۸-۱۱-۰۳ |             |
| فوجی، شیزوئوکا       | ۲۳۷٬۲۷۹ | ۲۱۴٫۱۰   | ۱٬۱۰۸ | ۱۹۶۶-۱۱-۰۱ |             |
| شیمودا، شیزوئوکا     | ۲۵٬۷۸۴  | ۱۰۴٫۷۰   | ۲۴۶   | ۱۹۷۱-۰۱-۰۱ |             |
| سوسونو، شیزوئوکا     | ۵۳٬۷۴۰  | ۱۳۸٫۳۹   | ۳۸۸   | ۱۹۷۱-۰۱-۰۱ |             |
| کوسای، شیزوئوکا      | ۴۴٬۵۴۵  | ۵۵٫۰۸    | ۸۰۹   | ۱۹۷۲-۰۱-۰۱ |             |
| ایزو، شیزوئوکا       | ۳۵٬۹۱۱  | ۳۶۳٫۹۷   | ۹۸٫۷  | ۲۰۰۴-۰۴-۰۱ |             |
| اومائه‌زاکی، شیزوئوکا | ۳۵٬۰۱۵  | ۶۵٫۸۵    | ۵۳۲   | ۲۰۰۴-۰۴-۰۱ |             |
| کیکوگاوا، شیزوئوکا   | ۴۷٬۷۰۲  | ۹۴٫۲۴    | ۵۰۶   | ۲۰۰۵-۰۱-۱۷ |             |
| ایزونوکونی، شیزوئوکا | ۴۹٬۷۱۱  | ۹۴٫۷۱    | ۵۲۵   | ۲۰۰۵-۰۴-۰۱ |             |
| ماکینوهارا، شیزوئوکا | ۴۹٬۷۲۶  | ۱۱۱٫۵۰   | ۴۴۶   | ۲۰۰۵-۱۰-۱۱ |             |

## توچیگی
- population:2008-01-01[۴۶]

| نام شهر                | جمعیت   | مساحت    | تراکم | تأسیس      | نشانی وبگاه |
| ---------------------- | ------- | -------- | ----- | ---------- | ----------- |
| اوتسونومیا، توچیگی     | ۵۰۷٬۸۳۳ | ۴۱۶٫۸۴   | ۱٬۲۱۸ | ۱۸۹۶-۰۴-۰۱ |             |
| آشیکاگا، توچیگی        | ۱۵۷٬۷۹۳ | ۱۷۷٫۸۲   | ۸۸۷   | ۱۹۲۱-۰۱-۰۱ |             |
| توچیگی (شهر)           | ۸۱٬۶۰۱  | ۱۲۲٫۰۶   | ۶۶۹   | ۱۹۳۷-۰۴-۰۱ |             |
| کانوما، توچیگی         | ۱۰۳٬۶۹۰ | ۴۹۰٫۶۲   | ۲۱۱   | ۱۹۴۸-۱۰-۱۰ |             |
| اویاما، توچیگی         | ۱۶۲٬۲۸۳ | ۱۷۱٫۶۱   | ۹۴۶   | ۱۹۵۴-۰۳-۳۱ |             |
| موکا، توچیگی           | ۶۶٬۷۰۵  | ۱۱۱٫۷۶   | ۵۹۷   | ۱۹۵۴-۱۰-۰۱ |             |
| اوتاوارا، توچیگی       | ۷۸٬۵۶۳  | ۳۵۴٫۱۲   | ۲۲۲   | ۱۹۵۴-۱۲-۰۱ |             |
| یایتا، توچیگی          | ۳۵٬۴۶۲  | ۱۷۰٫۶۶   | ۲۰۸   | ۱۹۵۸-۱۱-۰۱ |             |
| ناسوشیوبارا، توچیگی    | ۱۱۵٬۶۳۳ | ۵۹۲٫۸۲   | ۱۹۵   | ۲۰۰۵-۰۱-۰۱ |             |
| سانو، توچیگی           | ۱۲۳٬۰۳۴ | ۳۵۶٫۰۷   | ۳۴۶   | ۲۰۰۵-۰۲-۲۸ |             |
| ساکورا، توچیگی         | ۴۲٬۴۰۳  | ۱۲۵٫۴۶   | ۳۳۸   | ۲۰۰۵-۰۳-۲۸ |             |
| ناسوکاراسویاما، توچیگی | ۳۰٬۴۳۳  | ۱۷۴٫۴۲   | ۱۷۴   | ۲۰۰۵-۱۰-۰۱ |             |
| شیموتسوکه، توچیگی      | ۵۹٬۴۵۹  | ۷۴٫۵۸    | ۷۹۷   | ۲۰۰۶-۰۱-۱۰ |             |
| نیکو، توچیگی           | ۹۲٬۱۸۱  | ۱٬۴۴۹٫۸۷ | ۶۳٫۶  | ۲۰۰۶-۰۳-۲۰ |             |

## توکوشیما
- population:2008-01-01[۴۷]

| نام شهر               | جمعیت   | مساحت  | تراکم | تأسیس      | نشانی وبگاه                                     |
| --------------------- | ------- | ------ | ----- | ---------- | ----------------------------------------------- |
| توکوشیما              | ۲۶۶٬۳۷۰ | ۱۹۱٫۳۹ | ۱٬۳۹۲ | ۱۸۸۹-۱۰-۰۱ |                                                 |
| ناروتو، توکوشیما      | ۶۲٬۴۵۳  | ۱۳۵٫۴۶ | ۴۶۱   | ۱۹۴۷-۰۳-۱۵ |                                                 |
| کوماتسوشیما، توکوشیما | ۴۱٬۵۴۰  | ۴۵٫۲۴  | ۹۱۸   | ۱۹۵۱-۰۶-۰۱ | بایگانی‌شده در ۴ فوریه ۲۰۱۲ توسط Wayback Machine |
| آنان، توکوشیما        | ۷۷٬۰۹۹  | ۲۷۹٫۳۹ | ۲۷۶   | ۱۹۵۸-۰۵-۰۱ |                                                 |
| یوشینوگاوا، توکوشیما  | ۴۴٬۹۰۵  | ۱۴۴٫۱۹ | ۳۱۱   | ۲۰۰۴-۱۰-۰۱ |                                                 |
| میما، توکوشیما        | ۳۳٬۵۲۰  | ۳۶۷٫۳۸ | ۹۱٫۲  | ۲۰۰۵-۰۳-۰۱ |                                                 |
| آوا، توکوشیما         | ۴۰٬۳۰۳  | ۱۹۰٫۹۷ | ۲۱۱   | ۲۰۰۵-۰۴-۰۱ |                                                 |
| میوشی، توکوشیما       | ۳۲٬۳۲۹  | ۷۲۱٫۴۸ | ۴۴٫۸  | ۲۰۰۶-۰۳-۰۱ |                                                 |

## توکیو
- population:2008-01-01[۴۸]

| نام شهر               | جمعیت   | مساحت  | تراکم  | تأسیس      | نشانی وبگاه                                       |
| --------------------- | ------- | ------ | ------ | ---------- | ------------------------------------------------- |
| هاچی‌اوجی، توکیو       | ۵۶۷٬۳۶۷ | ۱۸۶٫۳۱ | ۳٬۰۴۵  | ۱۹۱۷-۰۹-۰۱ |                                                   |
| تاچیکاوا، توکیو       | ۱۷۵٬۶۳۹ | ۲۴٫۳۸  | ۷٬۲۰۴  | ۱۹۴۰-۱۲-۰۱ |                                                   |
| موساشینو، توکیو       | ۱۳۸٬۵۱۶ | ۱۰٫۷۳  | ۱۲٬۹۰۹ | ۱۹۴۷-۱۱-۰۳ |                                                   |
| میتاکا، توکیو         | ۱۸۰٬۷۹۷ | ۱۶٫۵۰  | ۱۰٬۹۵۷ | ۱۹۵۰-۱۱-۰۳ | بایگانی‌شده در ۲۶ اکتبر ۲۰۰۶ توسط Wayback Machine  |
| اومه، توکیو           | ۱۴۱٬۷۰۸ | ۱۰۳٫۲۶ | ۱٬۳۷۲  | ۱۹۵۱-۰۴-۰۱ |                                                   |
| فوچو، توکیو           | ۲۴۸٬۴۴۵ | ۲۹٫۳۴  | ۸٬۴۶۸  | ۱۹۵۴-۰۴-۰۱ |                                                   |
| آکیشیما، توکیو        | ۱۱۱٬۷۶۳ | ۱۷٫۳۳  | ۶٬۴۴۹  | ۱۹۵۴-۰۵-۰۱ |                                                   |
| چوفو، توکیو           | ۲۱۹٬۰۵۳ | ۲۱٫۵۳  | ۱۰٬۱۷۴ | ۱۹۵۵-۰۴-۰۱ |                                                   |
| ماچیدا، توکیو         | ۴۱۳٬۷۸۶ | ۷۱٫۶۳  | ۵٬۷۷۷  | ۱۹۵۸-۰۲-۰۱ |                                                   |
| کوگانه‌ای، توکیو       | ۱۱۵٬۱۱۶ | ۱۱٫۳۳  | ۱۰٬۱۶۰ | ۱۹۵۸-۱۰-۰۱ |                                                   |
| کودائیرا، توکیو       | ۱۸۵٬۸۲۹ | ۲۰٫۴۶  | ۹٬۰۸۳  | ۱۹۶۲-۱۰-۰۱ |                                                   |
| هینو، توکیو           | ۱۷۹٬۴۸۲ | ۲۷٫۵۳  | ۶٬۵۲۰  | ۱۹۶۳-۱۱-۰۳ |                                                   |
| هیگاشی‌مورایاما، توکیو | ۱۴۶٬۵۸۵ | ۱۷٫۱۷  | ۸٬۵۳۷  | ۱۹۶۴-۰۴-۰۱ |                                                   |
| کوکوبونجی، توکیو      | ۱۱۸٬۸۰۱ | ۱۱٫۴۸  | ۱۰٬۳۴۹ | ۱۹۶۴-۱۱-۰۳ |                                                   |
| کونیتاچی، توکیو       | ۷۳٬۳۶۲  | ۸٫۱۵   | ۹٬۰۰۱  | ۱۹۶۷-۰۱-۰۱ |                                                   |
| فوسا، توکیو           | ۶۰٬۴۱۳  | ۱۰٫۲۴  | ۵٬۹۰۰  | ۱۹۷۰-۰۷-۰۱ |                                                   |
| کومائه، توکیو         | ۷۸٬۲۳۷  | ۶٫۳۹   | ۱۲٬۲۴۴ | ۱۹۷۰-۱۰-۰۱ |                                                   |
| هیگاشی‌یاماتو، توکیو   | ۸۱٬۴۴۵  | ۱۳٫۵۴  | ۶٬۰۱۵  | ۱۹۷۰-۱۰-۰۱ |                                                   |
| کیوسه، توکیو          | ۷۳٬۵۱۸  | ۱۰٫۱۹  | ۷٬۲۱۵  | ۱۹۷۰-۱۰-۰۱ |                                                   |
| هیگاشی‌کورومه، توکیو   | ۱۱۵٬۴۰۵ | ۱۲٫۹۲  | ۸٬۹۳۲  | ۱۹۷۰-۱۰-۰۱ |                                                   |
| موساشی‌مورایاما، توکیو | ۶۸٬۳۳۳  | ۱۵٫۳۷  | ۴٬۴۴۶  | ۱۹۷۰-۱۱-۰۳ | بایگانی‌شده در ۲۶ ژانویه ۲۰۱۰ توسط Wayback Machine |
| تاما، توکیو           | ۱۴۹٬۴۰۴ | ۲۱٫۰۸  | ۷٬۰۸۷  | ۱۹۷۱-۱۱-۰۱ |                                                   |
| ایناگی، توکیو         | ۸۰٬۷۷۲  | ۱۷٫۹۷  | ۴٬۴۹۵  | ۱۹۷۱-۱۱-۰۱ |                                                   |
| هامورا، توکیو         | ۵۶٬۹۸۴  | ۹٫۹۱   | ۵٬۷۵۰  | ۱۹۹۱-۱۱-۰۱ |                                                   |
| آکیرونو، توکیو        | ۸۰٬۲۶۸  | ۷۳٫۳۴  | ۱٬۰۹۴  | ۱۹۹۵-۰۹-۰۱ |                                                   |
| نیشی‌توکیو، توکیو      | ۱۹۳٬۳۵۰ | ۱۵٫۸۵  | ۱۲٬۱۹۹ | ۲۰۰۱-۰۱-۲۱ |                                                   |

## توتوری
- population:2008-01-01[۴۹]

| نام شهر             | جمعیت   | مساحت  | تراکم | تأسیس      | نشانی وبگاه                                      |
| ------------------- | ------- | ------ | ----- | ---------- | ------------------------------------------------ |
| توتوری              | ۲۰۰٬۳۱۵ | ۷۶۵٫۶۶ | ۲۶۲   | ۱۸۸۹-۱۰-۰۱ |                                                  |
| یوناگو، توتوری      | ۱۴۹٬۱۴۰ | ۱۳۲٫۲۱ | ۱٬۱۲۸ | ۱۹۲۷-۰۴-۰۱ |                                                  |
| کورایوشی، توتوری    | ۵۱٬۴۵۳  | ۲۷۲٫۱۵ | ۱۸۹   | ۱۹۵۳-۱۰-۰۱ |                                                  |
| ساکای‌میناتو، توتوری | ۳۵٬۹۰۸  | ۲۸٫۷۹  | ۱٬۲۴۷ | ۱۹۵۶-۰۴-۰۱ | بایگانی‌شده در ۲۵ ژوئیه ۲۰۱۶ توسط Wayback Machine |

## تویاما
- population:2008-01-01[۵۰]

| نام شهر            | جمعیت   | مساحت    | تراکم | تأسیس      | نشانی وبگاه |
| ------------------ | ------- | -------- | ----- | ---------- | ----------- |
| تویاما             | ۴۲۱٬۱۱۶ | ۱٬۲۴۱٫۸۵ | ۳۳۹   | ۱۸۸۹-۰۴-۰۱ |             |
| اوئوزو، تویاما     | ۴۵٬۹۴۵  | ۲۰۰٫۶۳   | ۲۲۹   | ۱۹۵۲-۰۴-۰۱ |             |
| هیمی، تویاما       | ۵۳٬۳۱۶  | ۲۳۰٫۴۷   | ۲۳۱   | ۱۹۵۲-۰۸-۰۱ |             |
| نامه‌ریکاوا، تویاما | ۳۳٬۷۸۹  | ۵۴٫۶۱    | ۶۱۹   | ۱۹۵۴-۰۳-۰۱ |             |
| تونامی، تویاما     | ۴۹٬۳۹۶  | ۱۲۶٫۹۶   | ۳۸۹   | ۱۹۵۴-۰۴-۰۱ |             |
| اویابه، تویاما     | ۳۲٬۶۵۶  | ۱۳۴٫۱۱   | ۲۴۴   | ۱۹۶۲-۰۸-۰۱ |             |
| نانتو، تویاما      | ۵۷٬۰۶۱  | ۶۶۸٫۸۶   | ۸۵٫۳  | ۲۰۰۴-۱۱-۰۱ |             |
| تاکائوکا، تویاما   | ۱۷۸٬۹۶۵ | ۲۰۹٫۳۸   | ۸۵۵   | ۲۰۰۵-۱۱-۰۱ |             |
| ایمیزو، تویاما     | ۹۴٬۶۹۱  | ۱۰۹٫۱۸   | ۸۶۷   | ۲۰۰۵-۱۱-۰۱ |             |
| کوروبه، تویاما     | ۴۲٬۶۱۲  | ۴۲۶٫۳۴   | ۹۹٫۹  | ۲۰۰۶-۰۳-۳۱ |             |

## واکایاما
- population:2008-01-01[۵۱]

| نام شهر            | جمعیت   | مساحت    | تراکم | تأسیس      | نشانی وبگاه |
| ------------------ | ------- | -------- | ----- | ---------- | ----------- |
| واکایاما           | ۳۷۲٬۱۷۵ | ۲۰۹٫۲۳   | ۱٬۷۷۹ | ۱۸۸۹-۰۴-۰۱ |             |
| کاینان، واکایاما   | ۵۵٬۸۷۷  | ۱۰۱٫۱۸   | ۵۵۲   | ۱۹۳۴-۰۵-۰۱ |             |
| تانابه، واکایاما   | ۸۰٬۴۷۸  | ۱٬۰۲۶٫۷۷ | ۷۸٫۴  | ۱۹۴۲-۰۵-۲۰ |             |
| گوبو، واکایاما     | ۲۶٬۳۳۵  | ۴۳٫۹۳    | ۵۹۹   | ۱۹۵۴-۰۴-۰۱ |             |
| آریدا، واکایاما    | ۳۱٬۱۹۴  | ۳۶٫۹۲    | ۸۴۵   | ۱۹۵۶-۰۵-۰۱ |             |
| شینگو، واکایاما    | ۳۲٬۶۵۴  | ۲۵۵٫۴۳   | ۱۲۸   | ۲۰۰۵-۱۰-۰۱ |             |
| کینوکاوا، واکایاما | ۶۷٬۱۹۲  | ۲۲۸٫۲۴   | ۲۹۴   | ۲۰۰۵-۱۱-۰۷ |             |
| هاشیموتو، واکایاما | ۶۷٬۵۰۵  | ۱۳۰٫۳۱   | ۵۱۸   | ۲۰۰۶-۰۳-۰۱ |             |
| ایواده، واکایاما   | ۵۱٬۸۴۳  | ۳۸٫۵۰    | ۱٬۳۴۷ | ۲۰۰۶-۰۴-۰۱ |             |

## یاماگاتا
- population:2008-01-01[۵۲]

| نام شهر              | جمعیت   | مساحت    | تراکم | تأسیس      | نشانی وبگاه |
| -------------------- | ------- | -------- | ----- | ---------- | ----------- |
| یاماگاتا             | ۲۵۵٬۳۷۰ | ۳۸۱٫۳۴   | ۶۷۰   | ۱۸۸۹-۰۴-۰۱ |             |
| یونه‌زاوا، یاماگاتا   | ۹۱٬۷۰۴  | ۵۴۸٫۷۴   | ۱۶۷   | ۱۸۸۹-۰۴-۰۱ |             |
| شینجو، یاماگاتا      | ۳۹٬۸۰۸  | ۲۲۳٫۰۸   | ۱۷۸   | ۱۹۴۹-۰۴-۰۱ |             |
| ساگائه، یاماگاتا     | ۴۳٬۲۹۹  | ۱۳۹٫۰۸   | ۳۱۱   | ۱۹۵۴-۰۸-۰۱ |             |
| کامینویاما، یاماگاتا | ۳۵٬۰۸۶  | ۲۴۰٫۹۵   | ۱۴۶   | ۱۹۵۴-۱۰-۰۱ |             |
| مورایاما، یاماگاتا   | ۲۷٬۵۸۶  | ۱۹۶٫۸۳   | ۱۴۰   | ۱۹۵۴-۱۱-۰۱ |             |
| ناگای، یاماگاتا      | ۳۰٬۲۸۵  | ۲۱۴٫۶۹   | ۱۴۱   | ۱۹۵۴-۱۱-۱۵ |             |
| تندو، یاماگاتا       | ۶۳٬۴۷۰  | ۱۱۳٫۰۱   | ۵۶۲   | ۱۹۵۸-۱۰-۰۱ |             |
| هیگاشینه، یاماگاتا   | ۴۶٬۱۴۱  | ۲۰۷٫۱۷   | ۲۲۳   | ۱۹۵۸-۱۱-۰۳ |             |
| اوبانازاوا، یاماگاتا | ۱۹٬۹۳۷  | ۳۷۲٫۳۲   | ۵۳٫۵  | ۱۹۵۹-۰۴-۱۰ |             |
| نانیو، یاماگاتا      | ۳۴٬۵۴۲  | ۱۶۰٫۷۰   | ۲۱۵   | ۱۹۶۷-۰۴-۰۱ |             |
| تسورواوکا، یاماگاتا  | ۱۴۰٬۰۹۷ | ۱٬۳۱۱٫۵۱ | ۱۰۷   | ۲۰۰۵-۱۰-۰۱ |             |
| ساکاتا، یاماگاتا     | ۱۱۴٬۹۶۴ | ۶۰۲٫۷۹   | ۱۹۱   | ۲۰۰۵-۱۱-۰۱ |             |

## یاماگوچی
- population:2008-01-01[۵۳]

| نام شهر                | جمعیت   | مساحت  | تراکم | تأسیس      | نشانی وبگاه                                   |
| ---------------------- | ------- | ------ | ----- | ---------- | --------------------------------------------- |
| اوبه، یاماگوچی         | ۱۷۶٬۳۷۰ | ۲۸۷٫۶۹ | ۶۱۳   | ۱۹۲۱-۱۱-۰۱ |                                               |
| هوفو، یاماگوچی         | ۱۱۶٬۳۹۳ | ۱۸۸٫۵۹ | ۶۱۷   | ۱۹۳۶-۰۸-۲۵ |                                               |
| کوداماتسو، یاماگوچی    | ۵۴٬۰۲۶  | ۸۹٫۳۶  | ۶۰۵   | ۱۹۳۹-۱۱-۰۳ |                                               |
| مینه، یاماگوچی         | ۱۷٬۳۵۵  | ۲۲۸٫۲۵ | ۷۶٫۰  | ۱۹۵۴-۰۳-۳۱ | بایگانی‌شده در ۲۰۲۰-۱۰-۲۴ توسط Wayback Machine |
| شونان، یاماگوچی        | ۱۵۰٬۲۹۹ | ۶۵۶٫۲۵ | ۲۲۹   | ۲۰۰۳-۰۴-۲۱ |                                               |
| هیکاری، یاماگوچی       | ۵۳٬۲۷۴  | ۹۱٫۹۴  | ۵۷۹   | ۲۰۰۴-۱۰-۰۴ |                                               |
| شیمونوسکی، یاماگوچی    | ۲۸۶٬۰۷۳ | ۷۱۶٫۰۶ | ۴۰۰   | ۲۰۰۵-۰۲-۱۳ |                                               |
| یانای، یاماگوچی        | ۳۵٬۴۳۸  | ۱۳۹٫۹۰ | ۲۵۳   | ۲۰۰۵-۰۲-۲۱ |                                               |
| هاگی، یاماگوچی         | ۵۵٬۸۳۱  | ۶۹۸٫۸۷ | ۷۹٫۹  | ۲۰۰۵-۰۳-۰۶ |                                               |
| ناگاتو، یاماگوچی       | ۳۹٬۸۲۵  | ۳۵۷٫۹۲ | ۱۱۱   | ۲۰۰۵-۰۳-۲۲ |                                               |
| سانیو-اونودا، یاماگوچی | ۶۵٬۵۲۳  | ۱۳۲٫۹۹ | ۴۹۳   | ۲۰۰۵-۰۳-۲۲ |                                               |
| یاماگوچی               | ۱۹۲٬۰۰۸ | ۷۳۰٫۲۳ | ۲۶۳   | ۲۰۰۵-۱۰-۰۱ |                                               |
| ایواکونی، یاماگوچی     | ۱۴۶٬۸۸۵ | ۸۷۲٫۷۱ | ۱۶۸   | ۲۰۰۶-۰۳-۲۰ |                                               |

## یاماناشی
- population:2008-01-01[۵۴]

| نام شهر                  | جمعیت   | مساحت  | تراکم | تأسیس      | نشانی وبگاه |
| ------------------------ | ------- | ------ | ----- | ---------- | ----------- |
| کوفو، یاماناشی           | ۱۹۹٬۳۷۴ | ۲۱۲٫۴۱ | ۹۳۹   | ۱۸۸۹-۰۷-۰۱ |             |
| فوجی‌یوشیدا، یاماناشی     | ۵۱٬۸۷۹  | ۱۲۱٫۸۳ | ۴۲۶   | ۱۹۵۱-۰۳-۲۰ |             |
| تسورو، یاماناشی          | ۳۴٬۴۳۹  | ۱۶۱٫۵۸ | ۲۱۳   | ۱۹۵۴-۰۴-۲۹ |             |
| اوتسوکی، یاماناشی        | ۲۹٬۸۶۹  | ۲۸۰٫۳۰ | ۱۰۷   | ۱۹۵۴-۰۸-۰۸ |             |
| نیراساکی، یاماناشی       | ۳۳٬۵۳۹  | ۱۴۳٫۷۳ | ۲۳۳   | ۱۹۵۴-۱۰-۱۰ |             |
| می‌نامی-آروپوسو، یاماناشی | ۷۲٬۲۹۵  | ۲۶۴٫۰۶ | ۲۷۴   | ۲۰۰۳-۰۴-۰۱ |             |
| کای، یاماناشی            | ۷۴٬۰۷۷  | ۷۱٫۹۴  | ۱٬۰۳۰ | ۲۰۰۴-۰۹-۰۱ |             |
| فوئه‌فوکی، یاماناشی       | ۷۱٬۱۸۴  | ۲۰۱٫۹۲ | ۳۵۳   | ۲۰۰۴-۱۰-۱۲ |             |
| هوکوتو، یاماناشی         | ۴۷٬۷۵۴  | ۶۰۲٫۸۹ | ۷۹٫۲  | ۲۰۰۴-۱۱-۰۱ |             |
| اوئنوهارا، یاماناشی      | ۲۸٬۲۹۵  | ۱۷۰٫۶۵ | ۱۶۶   | ۲۰۰۵-۰۲-۱۳ |             |
| یاماناشی، یاماناشی       | ۳۸٬۲۰۲  | ۲۸۹٫۸۷ | ۱۳۲   | ۲۰۰۵-۰۳-۲۲ |             |
| کوشو، یاماناشی           | ۳۵٬۰۷۲  | ۲۶۴٫۰۱ | ۱۳۳   | ۲۰۰۵-۱۱-۰۱ |             |
| چوئو، یاماناشی           | ۳۱٬۸۷۵  | ۳۱٫۸۱  | ۱٬۰۰۲ | ۲۰۰۶-۰۲-۲۰ |             |